# Govasdiai nagyolvasztó

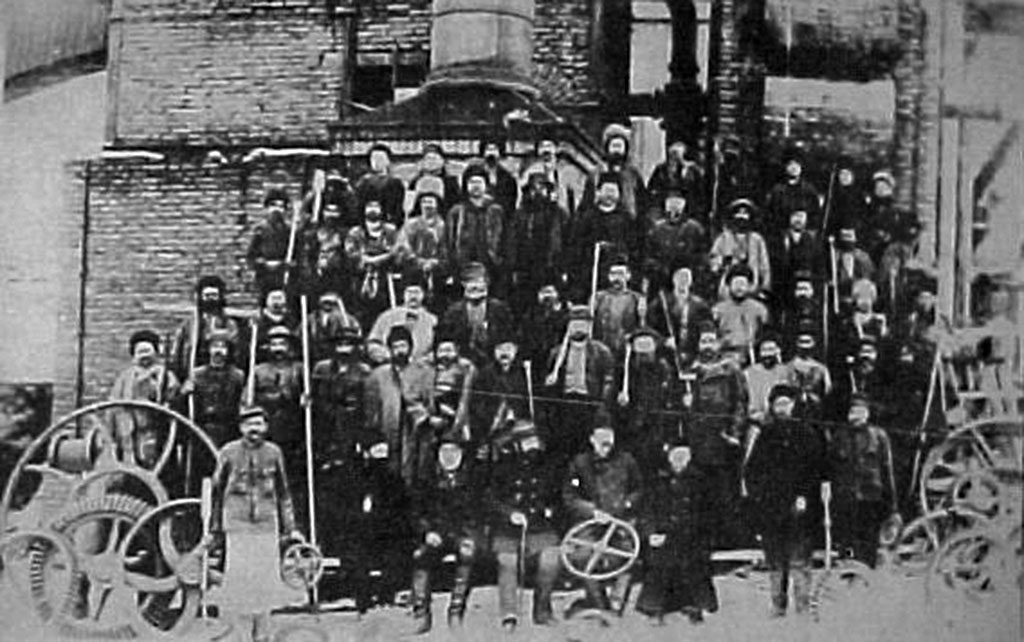
A Govasdiai vasgyár munkásai 1890-ben

A govasdiai nagyolvasztó (románul: Furnalul Govăjdia) Vajdahunyadtól 20 kilométerre (10 km-re az erdélyi bányavasút nyomvonalán), Govasdia falu nyugati végén található. A nagyolvasztó arról híres, hogy öntöttvas alkatrészeket gyártottak a párizsi Eiffel-torony részére, valamint nyersvasat Resica számára, ahol az acélszerkezet elemei készültek.

## Története

### A nagyolvasztó építése
A nagyolvasztót 1806-ban kezdték építeni, és 1810-ben készült el. A kohóépületnek a Nádrábi és Runki patakok összefolyása felé néző homlokzatán a kohó elkészültének alkalmából emléktáblát helyeztek el: „Augusto Imperante Francisco I. exstructum 1810”. Az építkezésre szánt pénzösszeg kevésnek bizonyult, mert belőle csak a nagyolvasztót, a kohóépületet és a vízműveket lehetett volna elkészíteni. Ezért Mätz Sámuel hámorsáfár és Asztalos József ácsmester új költségvetést készített, ami már az olvasztómester számára építendő lakóházat is tartalmazta. Az új terveket 1808-ban engedélyeztek, az alábbiak szerint:
| Cél                                                         | Építkezési költség           |
| ----------------------------------------------------------- | ---------------------------- |
| Szénpajta                                                   | 2648 forint 45 krajcár       |
| Vizigát a Nádrábi patakon                                   | 2134 forint 22 krajcár       |
| Vizigát a Runki patakon                                     | 2134 forint 22 krajcár       |
| Ácsműhely                                                   | 1716 forint 2 krajcár        |
| Salakzúzómű                                                 | 2468 forint 37 krajcár       |
| Olvasztómesteri lakás                                       | 5047 forint 47 2/3 krajcár   |
| Partfal a víziárok mentén a Nádrábi patakon                 | 5825 forint 14 krajcár       |
| Partfal a víziárok mentén a Runki patakon                   | 7281 forint 15 krajcár       |
| Vízcsatorna a Runki patakon                                 | 865 forint 15 1/3 krajcár    |
| Homokfogó a Runki patakon                                   | 245 forint 57 1/3 krajcár    |
| Ácsolt kőszekrény a nagyolvasztó tere körül                 | 1322 forint                  |
| Sziklarepesztés a nagyolvasztó hátsó terének egyengetéséhez | 4593 forint 20 krajcár       |
| Sziklarepesztés és feltöltés a nyersvasraktár mögött        | 699 forint 10 krajcár        |
| A Nádrábi patak ágyának kiszélesítése                       | 255 forint 45 krajcár        |
| Alsóvízvezetés deszkaborítása és befedése                   | 764 forint                   |
| Második szénpajta                                           | 1046 forint 28 3/5 krajcár   |
| Összesen                                                    | 36 348 forint 22 krajcár     |
| Hozzá a már engedélyezett                                   | 33 721 forint 33 1/4 krajcár |
| Együtt                                                      | 70 069 forint 55 1/4 krajcár |

Még ez a pénzösszeg sem volt elegendő az építkezés teljes befejezéséhez, ezért újabb költségvetést készítettek, amit az alábbiak szerint engedélyeztek:
| Nyersvasraktár                                         | 2602 forint 9 krajcár        |
| Harmadik szénpajta                                     | 3802 forint 53 krajcár       |
| Vízbevezető csatorna                                   | 1721 forint 34 krajcár       |
| Partvédőfal a nagyolvasztó tere körül                  | 557 forint 53 krajcár        |
| Adagolóhíd befödése                                    | 1393 forint 3 krajcár        |
| Az érctér egyengetése és adagolóhíd építése            | 14 078 forint 49 krajcár     |
| A Runki oldalon levő ácsmunkatér megerősítése cölöppel | 305 forint 33 krajcár        |
| Árvíz által okozott károk helyreállítása               | 77 forint 56 krajcár         |
| Összesen                                               | 24 537 forint 90 krajcár     |
| Hozzá a már engedélyezett                              | 70 069 forint 55 1/4 krajcár |
| Együtt                                                 | 94 607 forint 45 1/4 krajcár |

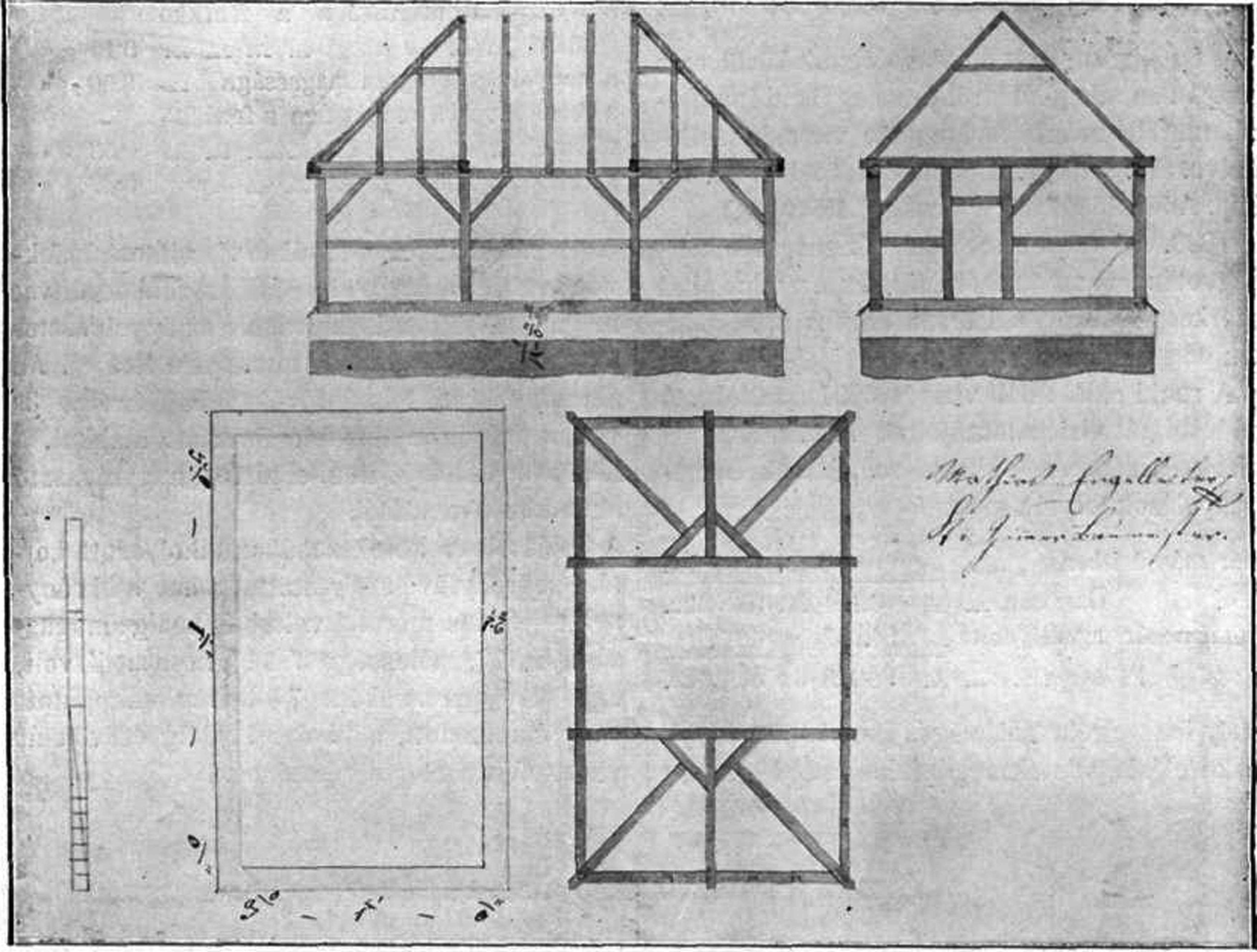
Szénpajta tervrajza 1808-ból

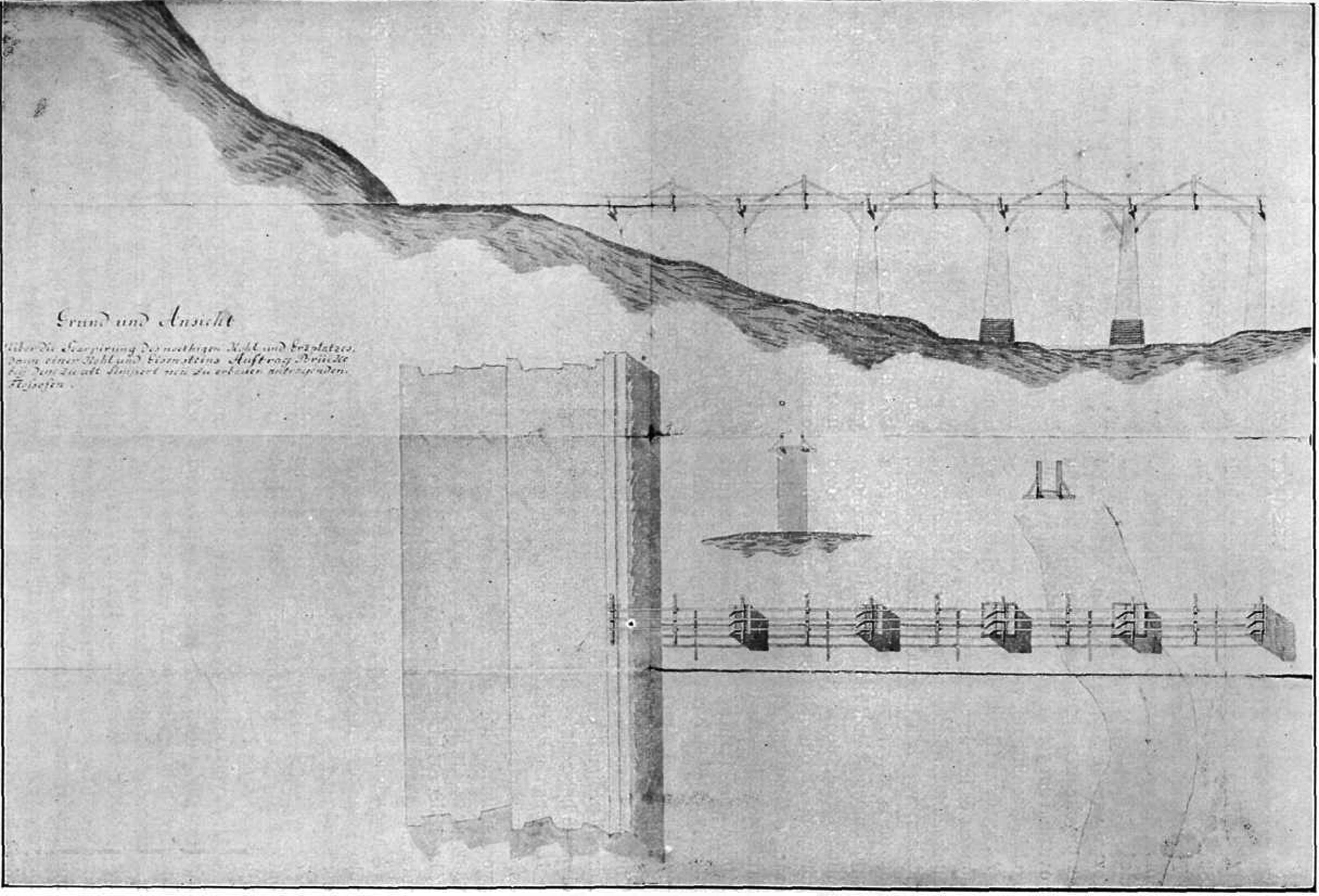
Adagolóhíd vagy torokhíd tervrajza 1808-ból

Az építmények közül rajz csupán az adagolóhídról és az egyik szénpajtáról maradt fenn. 1808. december 10-én Mätz és Asztalos még két újabb költségvetést terjesztett elő, melyet a Kincstár ismét engedélyezett. Az új tervek szerint megépülhetett a Runki patak felőli vízgát, így a mű építési munkálatai 1813-ban befejeződtek, és a beruházási főösszeg 98 728 forint 50 1/4 krajcárra emelkedett. A nagyolvasztót április közepén helyezték üzembe. Rajz róla ugyan nem maradt fenn, de egyéb dokumentumokból ismertek a méretei és az alakja. Eszerint a kör alakú medence átmérője 110 cm, a szénpoha átmérője 215 cm, a torok átmérője 105 cm volt. A szénpoha magassága a fenékkő fölött 315 cm, a felső fúvókas magassága a fenékkő fölött 53 cm, az alsó fúvókasé 47 cm, míg a nagyolvasztó egész magassága 950 cm volt. A magasabban fekvő fúvókas vízszintes fekvésű volt, ormányával a vízoldal felé fordítva, meghosszabbított középvonala a nagyolvasztóakna középvonalától 80 milliméterrel tért el. Az alacsonyabban fekvő fúvókas hajlásszöge 3° volt, a csapolónyílás felé fordított alakkal, a középvonal itt is 80 mm-rel tért el az akna középvonalától. A fúvószelet a kerékszobában elhelyezett hat darab, egyforma méretű, kettős szekrényfúvó szolgáltatta. Egy fúvó periódusideje percenként 7–8 volt, a fúvószelet csövön vezették a nagyolvasztóhoz.

### A nagyolvasztó első üzemszaka
Az 1810 áprilisában üzembe helyezett nagyolvasztót mindössze hét és fél hónapnyi termelés után, november végén, 13 807 mázsa (1 mázsa=100 kilogramm) nyersvas előállítása után leállították, részint mert a medencéje erősen kiégett, részint mert a frisstüzek számára több hónapnyi nyersvaskészlet gyűlt össze. A nagyolvasztó a medence újbóli kibélelése után, 1814-ben ismét üzembe állt, és hét éven át, 1821-ig, a rendelkezésre álló faszénkészletnek megfelelően, a toplicai nagyolvasztóval váltakozva volt üzemben. A faszénhiány miatt azonban a hét év alatt az átlagos évi termelés csupán 6387 mázsa volt.
A gyakori faszénhiányt az okozta, hogy a parasztkemencék, dacára a meglevő Toplicai és Govasdiai nagyolvasztóknak, folytonosan üzemben voltak, és nagyon sok faszenet fogyasztottak. Pedig a nagyolvasztóval jobb eredményeket lehetett volna elérni, mint a parasztkemencékkel. A felhasznált vasérc barnavasérc volt, jelentékenyebb timföld, kevesebb mész és kovasav, néhány százalék mangán-szuperoxid tartalommal, mely utóbbiból kiváló minőségű acél gyártható. Az ércben réznyomok legfeljebb a gyalári felszíni fejtésekből származtak. Hátrány volt a kis nyomású fúvószél, így a nagyolvasztó üzeme, a Toplicai mellett kedvezőtlen volt. Ehhez még az is hozzájárult, hogy a govasdiai szürke nyersvas finomításra kevésbé volt alkalmas, mig Toplicán legnagyobbrészt fehérnyersvas termeltek. Mindezek miatt a govasdiai nagyolvasztó üzemeltetése 1820 végén megszűnt. Pedig a bányászott vasércek lágysága, porhanyóssága és tisztasága miatt nem volt szükséges a pörkölés, a vaskihozatal 40–42% volt. A faszén szálerdőből eredő, kemény, jó minőségű bükkfaszén volt. Mindezen kedvező körülmények ellenére a govasdiai nagyolvasztó rosszabb üzemi eredményeket mutatott fel a toplicainál. 1837-ig, tehát 17 évig, a nagyolvasztó nem működött, s ez alatt a gépek és tartozékok teljesen tönkrementek, míg ezalatt a parasztkemencék (kettő Nádrábon, kettő Kaszabányán) üzemben voltak, és csak 1830-ban szüntették meg őket.

## A vasgyár felújítása

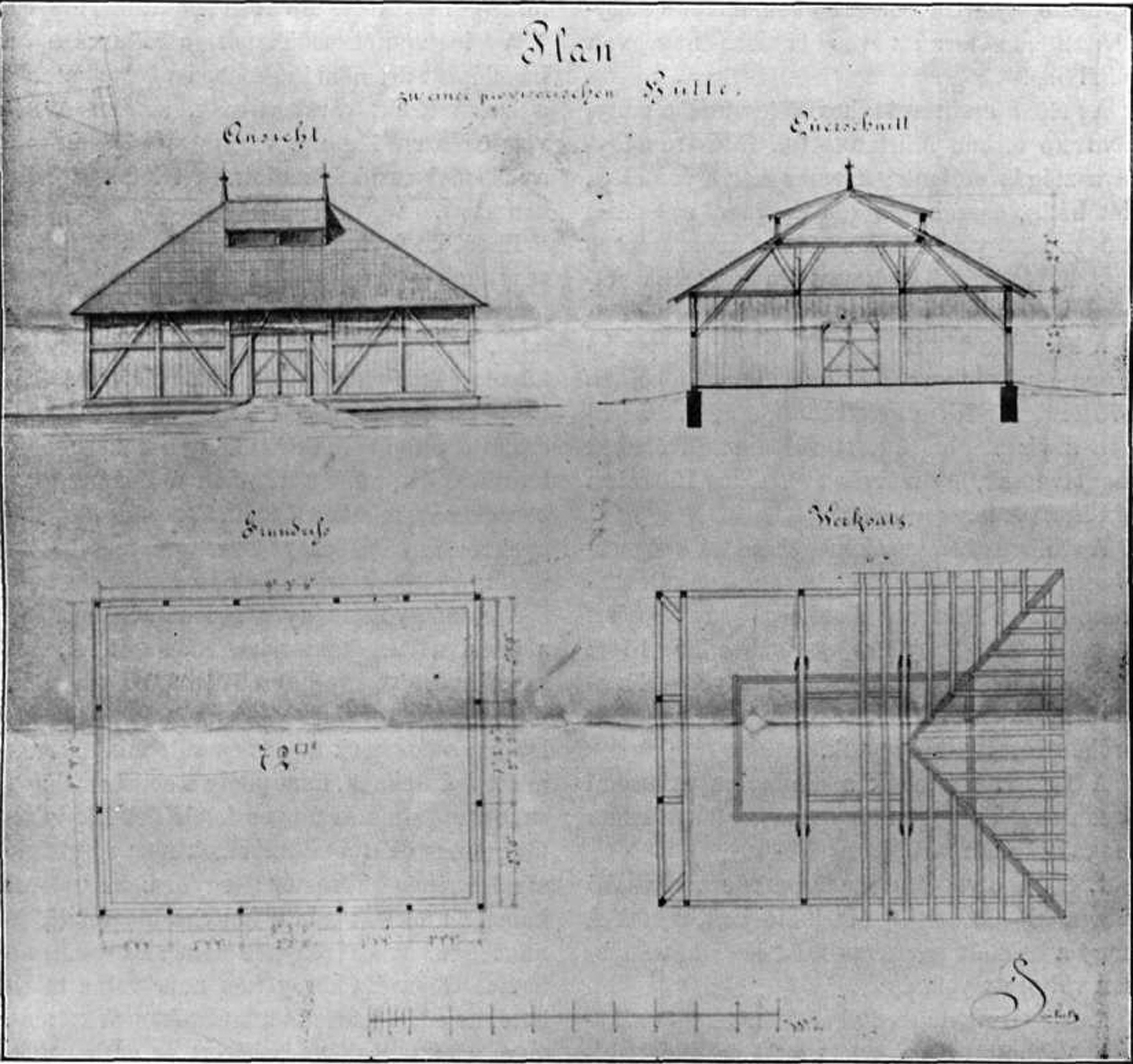
Govasdiai szénpajta rajza 1837-ből

A toplicai nagyolvasztó 1837. január 15-én teljesen leégett, miután felvetődött a kérdés: melyik üzemet újítsák fel: Toplicát vagy Govasdiát. Egy szakértő bizottság – mérlegelve az előnyöket és a lehetőségeket – Govasdia helyreállítását javasolta, amit a Kincstár A Kincstár 1837. évi, 3236 szám alatti határozatával el is rendelt. A nagyolvasztó és a kiegészítő létesítmények helyreállításához 1837-ben fogtak hozzá, és 1838. szeptember végére be is fejezték.
A munkálatok a következő fontosabb elemeket érintették:
- A nagyolvasztó épülete, az öntőcsarnok.
- Kibélelték a nagyolvasztó medencéjét és aknáját, miközben a belső méreteket – a magasság megtartása mellett – megnövelték. A nagyolvasztó pilléres szerkezetű volt, fontosabb méretei: a szénpoha átmérője a fenékkőnél 120 cm, a szénpoha átmérője 245 cm, a torok átmérője 120 cm, a szénpoha magassága a fenékkő fölött 300 cm, a henger alakú szénpoha magassága 32 cm; a nagyolvasztó egész magassága a fenékkőtől a torokig: 950 cm.
- Újonnan építettek két, fából készült vízhajtású csigafúvót, a percenkénti átlagos levegőszolgáltatás 977 köbláb (~27,7 m³) volt.
- A torokhidat a régiből megmaradt kőpillérig újjáépítették.
- Felújították a régi széntárolót, és építettek egy újat is.
- Kibővítették a nyersvasraktárat.
- Épült egy új salakzúzómű.
- A vízműveket újjáépítették.

A felsorolt munkálatokra 40 529 forint 51 koronát fordítottak. A nagyolvasztót 1838. november 25-én helyezték üzembe, Schultze hámorsáfár irányításával. Az üzemi eredmények igen megjavultak, a termelés jelentékenyen emelkedett, és az önköltség 63,3 koronáról 55,5 koronára csökkent. A csigafúvó is igen jó szolgálatot tett, az egész kampány alatt semmiféle javítást nem igényelt. Ennek ellenére a nagyolvasztó csak hét hónapon át volt üzemben, 1839. június végén – a faszénhiány miatt – ismét beszüntette működését.

### Az első léghevítő készülék
1838-ban László József főnök (verwalter) és Barton József ellenőr (controllor) került a vasmű élére. Mindketten kiválóan képzett, külföldi tapasztalatokat szerzett szakemberek voltak. A külföldi tapasztalatok alapján 1839-ben Calder-féle gatyacsöves léghevítő készüléket szereztek be és állítottak üzembe. A léghevítőt a nagyolvasztó torkán állították fel, fűtését a torokgázzal oldották meg. Ugyanakkor átalakították, korszerűsítették a salakzúzóművet is. A Kincstár 1839. évi 4723. számú rendelete értelmében egy másodolvasztót is építettek, amely azonban csak akkor volt üzemben, amikor a nagyolvasztó állt, vagy a nyersvas nem volt önthető. A léghevítőt 1840. augusztus 25-én helyezték üzembe, a szolgáltatott fúvószél hőmérséklete 170 Réaumur fok (338 °C) volt. Mivel azonban ezt a hőmérsékletet a vörösréz elemek nem bírták, a fúvószél hőmérsékletét 250 °C körüli értékre csökkentették. Barton József kísérleteket végzett vízzel hűtött öntöttvas elemekkel, s ezek sikeres bevezetése után a fúvószél hőmérsékletét visszaállították az eredeti értékre, ami által az üzemi eredmények lényegesen javultak:
- ugyanolyan faszénadag mellett, a vasércadag 50—60 fonttal emelhető volt, anélkül, hogy a termelt nyersvas minősége romlott volna;
- a nyersvaskihozatal minden mázsa vasércből 6 és fél fonttal szaporodott, a 24 óránkénti a nyersvastermelés 1161 fonttal emelkedett;

1. a faszénfogyasztás egy mázsa nyersvasra számítva 10%-kal csökkent.

### Léghevítő a másodolvasztónál
Minthogy a léghevítő fényesen bevált a nagyolvasztónál, elhatározták, hogy a másodolvasztó (kupoló) kemence számára is készítenek egyet. Ezáltal az öntöttvastermelés növelhető volt, miközben a faszénfelhasználás csökkent. A javuló eredmények okán a Kincstár 1840. szeptember 14-én kelt, 4278. számú rendeletével jóváhagyta az öntött nyersedény-termelés fokozását, és szó volt edényzománcozó üzem felépítéséről is. Ez azonban nem valósult meg, részint az edények rossz felületi minősége, részint nagy súlyuk miatt.

### Kőszénkutatás
A Kincstár 1840. június 4-én kelt, 2652. számú rendeletével elrendelte, hogy Vajdahunyad környékén, Felsőtelek mellett végezzen kutatást kőszénre. A kutatásokat Grimm kerületi bányamérnök és – fúrómesterként – Sachsenheim Rudolf nagyági bányagyakornok végezte. A kutatások sikertelenek voltak, így 1841 tavaszán be is szüntették. Sachsenheim gyakornok ezután vasérckutatásokat végzett, ami nyomán megindulhatott az alsóteleki vasércbányászat.

### Az első pörkölő kemence
1840 szeptemberében a Kincstár megengedte, hogy a nagyolvasztó torokgázát vasércpörkölésre használhassák fel, amihez 314 forintot és 49 krajcárt engedélyezett, de a helyi viszonyok ismerői nem mutattak valami nagy hajlandóságot a terv végrehajtására.

### Az első vasút
Mivel a nagyolvasztó nem volt közvetlen összeköttetésben a vasérc- és széntárolókkal, 1841-ben László József és Barton József közreműködésével 132 öl (250 méter) hosszú  vasútpálya épült kiépült, öntöttvassínekkel, 448 forint 42 krajcár költséggel. A pálya a nagyolvasztó torkától, az adagoló hídon áthaladva, elágazott a vasércgurító helyekre és a szénpajtákba.

### A nyíltmellű nagyolvasztó
Az 1840-es évek elején a govasdiai nyersvastermelés adatai:
| Év   | Tömeg      |
| ---- | ---------- |
| 1840 | 1492 tonna |
| 1841 | 1374 tonna |
| 1842 | 1786 tonna |

A nagyolvasztót 1842-ben újból kibélelték, egyúttal az addig zártmellű nagyolvasztót – a vasöntészetre való tekintettel – nyíltmellűvé alakították át. A kemence belső mérete keveset változtak, csupán a medence átmérője lett kisebb: 120-ról 90 centiméterre változott, mert ez jobban megfelelt a szürkenyersvas termelési feltételeinek. A nagyolvasztó megindítását 1843. február elejére tűzték ki, a tervek szerint vulkáni kőszénnel. A kőszénnel folytatandó kísérleteket azonban Kincstár nem engedélyezte, mert a kőszénbánya-tulajdonosok túlzott árai miatt a termelést eleve gazdaságtalannak ítélte. Így a nagyolvasztó csak 1843 második negyedében kezdhette meg működését.

### A koksz első alkalmazása
1843 elején a Kincstár elrendelte, hogy a már Toplicáról Govasdiára szállított koksszal (verkoater Steinkohlen) végezzenek kísérleteket a másodolvasztóban. Ezek eredménye azonban volt kielégítő, így a kúpoló kemencében csak az 1870-es évek második felében alkalmaztak faszén helyett kokszot, de ezt is csak rövid ideig. A faszénhiány miatt pedig a nagyolvasztó sokszor és huzamosabb ideig volt üzemen kívül (1844 második felében, 1845 első három évnegyedében, 1846 második felében, 1847-ben végig, 1848 első felében.

## Az 1848–1849-es évek eseményei

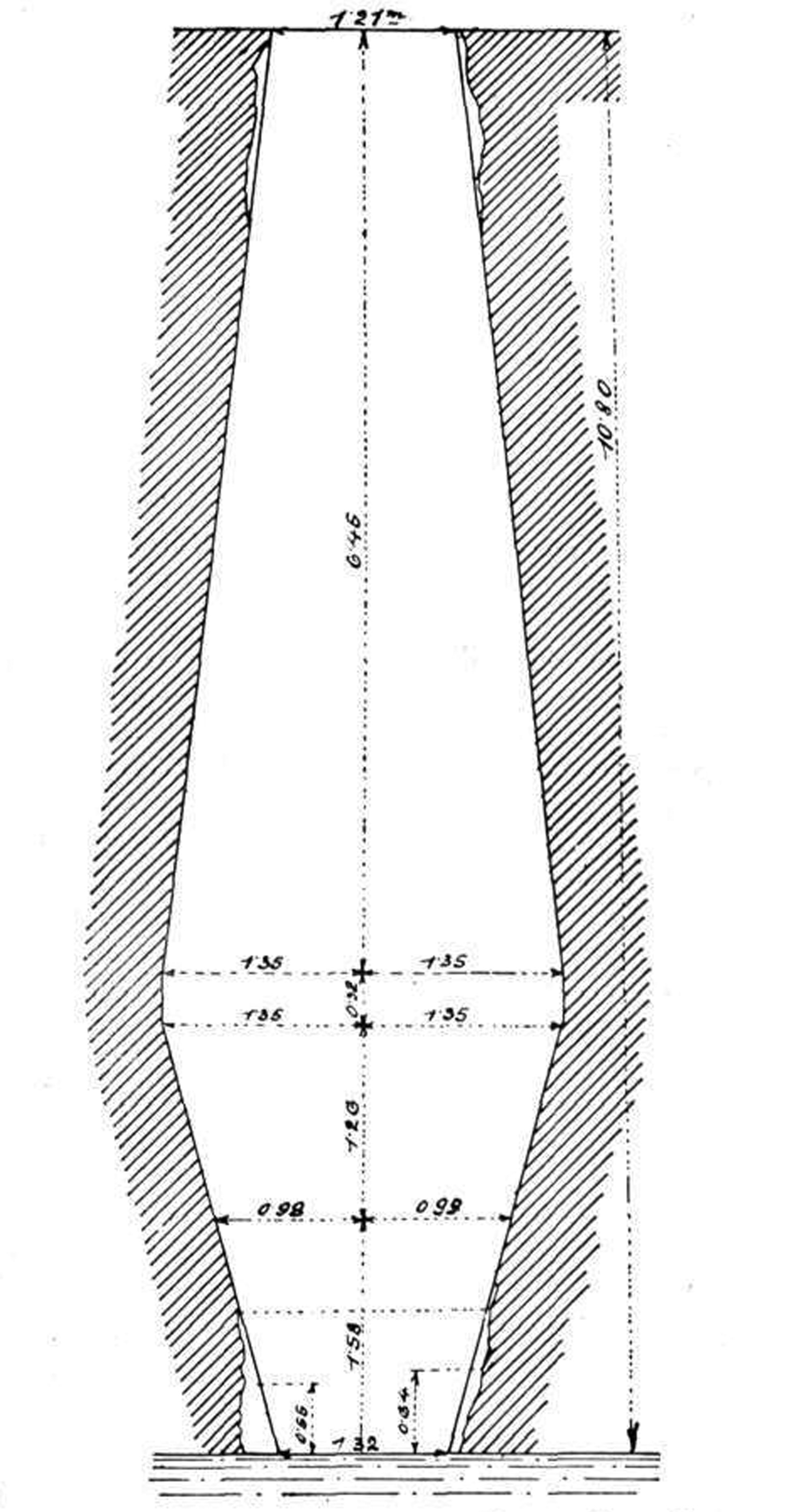
A govasdiai nagyolvasztó falazási terve az 1849-i évadra

Korabeli adatok alapján az 1848. évi kampány üzemi adatai a következők voltak:
| A válogatott vasérc önköltsége a bányánál, mázsánként                   | 6 krajcár                |
| A válogatott vasérc önköltsége a bányánál, mázsánként a nagyolvasztónál | 10,54 krajcár            |
| Hozagmészkő                                                             | 3,52 krajcár             |
| Egy mérő faszén                                                         | 26,91 krajcár            |
| Egy mázsa nyersvas                                                      | 1 forint és 6,24 krajcár |
| Nyersvaskihozatal a vasércből                                           | 44,54%                   |
| A 24 óra alatt feldolgoztatott vasérc                                   | 453 mázsa és 67 font     |
| A 24 óra alatt termelt nyersvas                                         | 218 mázsa és 33 font     |
| Egy mázsa nyersvasra eső vasérc                                         | 224,4 font               |
| Egy mázsa nyersvasra eső faszén                                         | 744/100 köbláb           |
| A fúvószél átlagos hőmérséklete                                         | 118 3/4° Réaumur         |
| A fúvószél átlagos nyomása                                              | 17 1/4" vízoszlop        |

Az évi nyersvastermelés 2438 tonna volt, azonban a nagyolvasztóban nemcsak nyersvasat, hanem közvetlenül öntöttvasat is termeltek. Öntöttvas nélkül a termelés heti 1700 bécsi mázsa lett volna (megjegyzendő, hogy a heti termelés 1852 decemberében már 1952 bécsi mázsára rúgott), miután azonban a nagyolvasztóból nyersvas mellett évente 2000–2500 bécsi mázsa öntvényt is elő kell állítani, emiatt a heti termelés átlagosan 1500 bécsi mázsát tett ki, ami 77 000 bécsi mázsa évi nyersvas- és öntöttvastermelésnek felel meg.
A Kincstár 1848. évi július hó 22-én kelt, 6962. szám alatt, magyar nyelven közölte Magyarország és Erdély törvényes egyesülését, és elrendelte a magyar nyelv kizárólagos használatát, az addigi német helyett. Az Adminisztráció 1848. augusztus 9-én, 1513. szám alatt küldte ki a törvényt az „alantas hámornokságoknak” (hivataloknak). A govasdiai irattár 1782-től gyűlő aktái között ez volt az első hivatalos magyar nyelvű intézkedés. Az Adminisztráció 1848. október 19-én levélben tudakozódott, hogy lehet-e Govasdián 3" és 12 fontos ágyúkat önteni és kikészíteni, van-e elegendő ehhez való munkás stb. Az ágyúkészítés ügye azonban más módon oldódott meg: a honvédség számára szükséges lövőfegyvereket a nagyváradi fegyvergyár készítette. Az 1849. évi függetlenségi nyilatkozat után Csányi László teljhatalmú országos kormánybiztos megszüntette a Kincstárat, feladatát  a kolozsvári bányabiztosság vette át (Nagyszeben osztrák kézre kerülése után azonban a Kincstár ismét elkezdte működését).
Az Adminisztráció 1849. május 28-án kelt, 593. számú rendeletében tudatta, hogy a nagyváradi ágyúöntőgyár számára június 20-án, Fischer Ferenc „tűzéri” százados 80 mázsa nyersvasat vesz át, mely ládákba csomagolva küldendő Vajdahunyadra, hogy onnan rendeltetési helyére továbbítható legyen. Az Adminisztráció augusztus 12–18. terjedő heti rendelkezésében meghagyta, hogy a nagyolvasztó csak akkor helyezhető üzembe, ha a vajdahunyadi szuronygyárhoz (Perintyei hámor) szükséges vasesztergamunkák elkészülnek. 1849-ben a nagyolvasztót újból kifalazták, és ismét zártmellűvé alakították át. A felújított kohó az
év vége felé állt üzembe, termelése az év végéig mindössze 472 tonna volt. A szabadságharc idején bevezetett hivatalos magyar nyelv helyett az abszolutizmus alatt az ügykezelés nyelve ismét a német lett.

## Az 1850-es évek

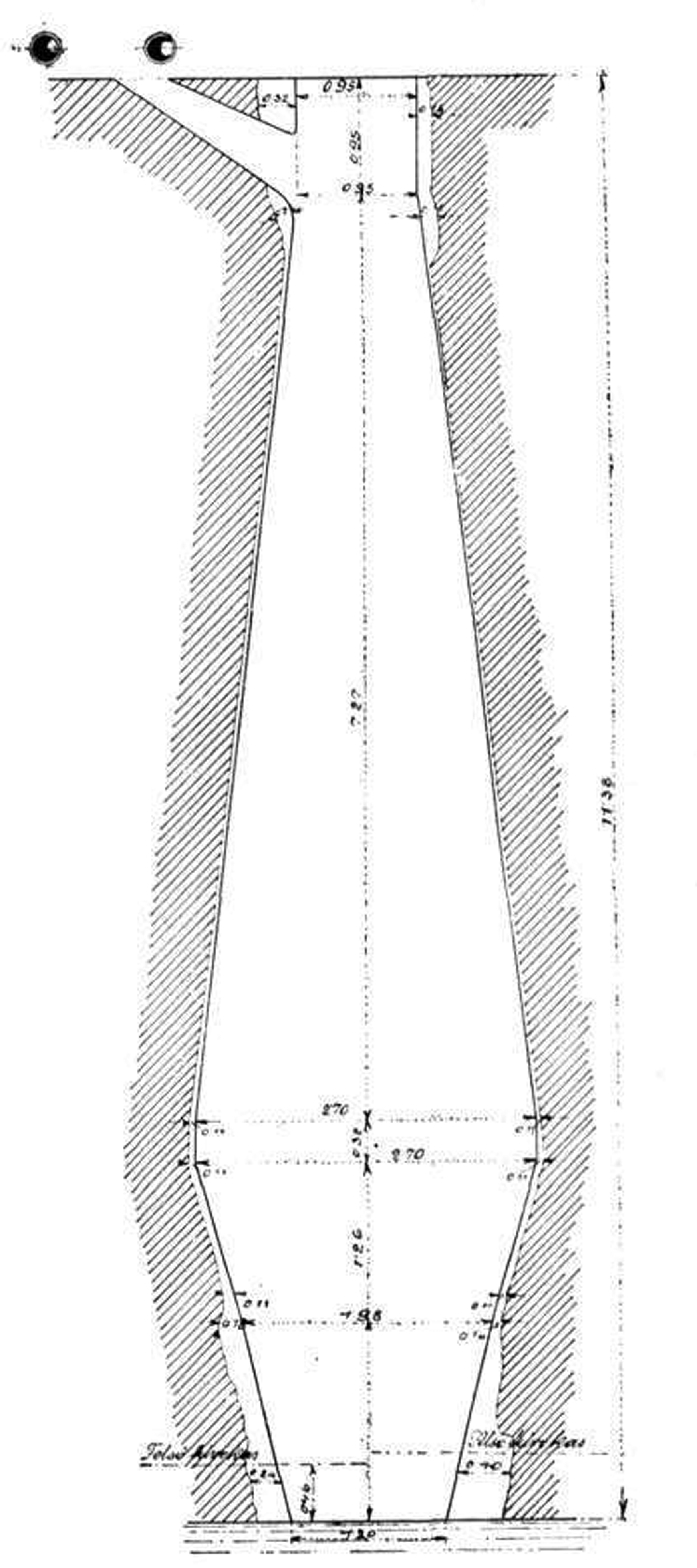
A govasdiai (ólimperti) nagyolvasztó szelvénye 1856-ban (kifúvatás után)

1850-ben szintén csekély, 1276,9 tonna volt a nyersvastermelés. A nagyolvasztót újból leállították, és 10,45 méter magasságúra építették át. 1850-ben megszűnt a nagyszebeni Kincstár, és helyette Ferro miniszteri tanácsos, mint miniszteri biztos intézte Nagyszebenből a bányászat ügyeit, és közvetített a bécsi pénzügyminisztérium felé. 1851-ben a nagyolvasztó 1891 tonnás nyersvastermelés után ismét bezárt, ami után újra növelték a méretét: 11,40 méter magas lett. A pénzügyminisztérium bányászati bizottságának 1851. évi 173. számú engedélye alapján 1852-re – 3565 forint 36 krajcár értékben – elkészült a gépműhely, amely négy darab esztergagépet, két kis fúrógépet és egy hengerfúró berendezésből állt (a gépműhelyt 1886–1887-ben Vajdahunyadra telepítették át). 1852-ben felállt a kolozsvári Cs. Kir. Bánya-, erdő- és sóügyi igazgatóság, a nagyszebeni miniszteri biztosságot pedig megszüntették.
Az 1852–1853-as években megépült a Felsőtelektől Govasdiáig terjedő 10 kilométeres útszakasz, s ezáltal lehetővé vált a faszén és a nyersvas fuvarozása. A régi út Vajdahunyadról kiindulva, Zalasd községen és a meredek Kacenás (Căţănaş) nevü hegyen vezetett keresztül, melyen azonban a súlyosabb terheket nem lehetett szállítani.
A Kolozsvári bányaigazgatóság 1855. évi 7086. számú engedélye folytán, a nagyolvasztó számára a bécsi Siegl gépgyárból két álló hengerű, korszerű hengerfúvót szereztek be. A nagyolvasztót 1856-ban ismét leállították.

## Az 1857-es Monographia
Az 1857-ből felmaradt, Szancsaly Antal vasgyári főnök (verwalter) által írt „Monographia” szerint, a govasdiai nagyolvasztó
üzemi és telepítési viszonyai igen kedvezők és előnyösek voltak. Indokai:
- A nagyolvasztó a vasércet tengelyen kapja a másfél óra járásnyira levő Gyalárról, s a fuvardíjjal együtt egy bécsi mázsa válogatott vasérc 11,5 krajcárba kerül, de ha a vasércszállító vasút elkészül, a „vaskő” mázsája nem fog többe kerülni 8 krajcárnál. A gyalári barna- és vörösvasérc kitűnő minőségű, és a nagyolvasztóban 42–43% nyers- vagy öntöttvasat szolgáltat.
- A nagyolvasztó igen jó minőségű kemény faszenet kap a vajdahunyadi erdőkből, 10 köblábas mérőnként 1 forint 2 krajcár árban.
- A három óra járásnyira fekvő „Grunyului Ilié” nevű kőbányában, a nagyolvasztó falazására igen jó minőségű tűzálló „olvakő” található.
- A  mészkő bécsi mázsánként 4 krajcárba kerül.
- A Kacenás hegyen igen előnyösen használható mintahomok áll rendelkezésre.
- A Nádráb patak a benne levő meleg források miatt soha be nem fagy, a nagyolvasztó üzeméhez szükséges vízmennyiség a legszigorúbb télen is elérhető.

Egy bécsi mázsa nyers- és öntöttvas (a nagyolvasztóból) 1 forint 5068 krajcárba, míg egy bécsi mázsa vasöntvény a másodolvasztóból 4 forint 27 krajcártól 4 forint 30 krajcárig terjedő összegbe került, egy bécsi mázsa hámorvas önköltsége pedig 9 forint 27,14 krajcár volt. Az évi nyersvastermelésből 5000 bécsi mázsát a Govasdia körüli hámorokban dolgoztak fel, 1000 bécsi mázsa a kupolókemencébe került, míg a többi a toplicai, sebeshelyi és kudsiri vasgyárakba került.

## Az 1872-es Monographia
1872-ben Filtsch Károly vasgyári főnök a még akkor is hivatalos német nyelven megírta a Govasdiai vasgyár monográfiáját. Ebben megemlítette, hogy a faszén beszerzése körül folytonos zavarok vannak. A faszén egyébként a dévai, vajdahunyadi, gredistyei és kudsiri kincstári erdőkből származott, évente 70 000 mérő körül, de a kincstári erdészet a faszén árát nagyon felemelte, amit még tovább drágított a szállítási költség, s mindez kihatott a nyersvas önköltségére is. Szól a monográfia arról is, hogy  a „Grunyului Ilié” kőbányából származó bélelőkő (kvarcdús csillámpala) kiválóan megfelelt a nagyolvasztó falazatának. Megjegyzi, hogy amennyiben folyamatos lehetne a faszénellátás, ez a csillámpala már nem lenne megfelelő, ezért máshonnan kellene beszerezni a jobb tűzállóságú falazóanyagot.
További adatok a monográfiából:
|                                  | 1870                 | 1871                 |
| -------------------------------- | -------------------- | -------------------- |
| 24 órai munkaszak                | 187                  | 265,5                |
| Feldolgozott vaskő (bécsi mázsa) | 94,513               | 133,483              |
| Termelt nyersvas (bécsi mázsa)   | 40,330               | 56,049               |
| Termelt öntöttvas (bécsi mázsa)  | 3,429                | 4,681                |
| Vaskibozatal a vaskőből          | 46,4%                | 45,5%                |
| Faszénfelhasználás mázsánként    | 7,36 köbláb          | 6,64 köbláb          |
| Nyersvas önköltség mázsánként    | 2 forint, 9 krajcár  | 2 forint, 10 krajcár |
| Vasöntvény önköltség mázsánként  | 4 forint, 23 krajcár | 3 forint, 81 krajcár |

A másodolvasztó csak akkor dolgozott, amikor a nagyolvasztó szünetelt, az erre vonatkozó adatok:
|                                               | 1870             | 1871             |
| --------------------------------------------- | ---------------- | ---------------- |
| 24 órai munkaszak                             | 31               | 11               |
| Megömlesztett nyersvas                        | 3182 bécsi mázsa | 1363 bécsi mázsa |
| Termeltetett öntöttvas                        | 2268 bécsi mázsa | 913 bécsi mázsa  |
| Hulladék                                      | 412 bécsi mázsa  | 207 bécsi mázsa  |
| A nyersvasból öntöttvas-kihozatal             | 84%              | 88%              |
| Faszén felhasználás egy bécsi mázsa öntvényre | 6,6 köbláb       | 5,4 köbláb       |

A gépműhely a finomító műveknek hengereket, az összes kincstári bánya- és kohóművek számára gépalkatrészeket készített. Az évi termelés körülbelül 800 bécsi mázsa volt. A gépműhely felszereltsége:
- négy nagyobb esztergagép,
- két kisebb esztergagép,
- két kisebb fúrógép,
- egy hengerfúrógép,
- egy gyalupad,
- egy csavarvágógép,
- egy körfűrész,
- négy kovácstűzhely, egy ventilátorral.

## A nagyolvasztó korszerű átalakítása 1879-ben

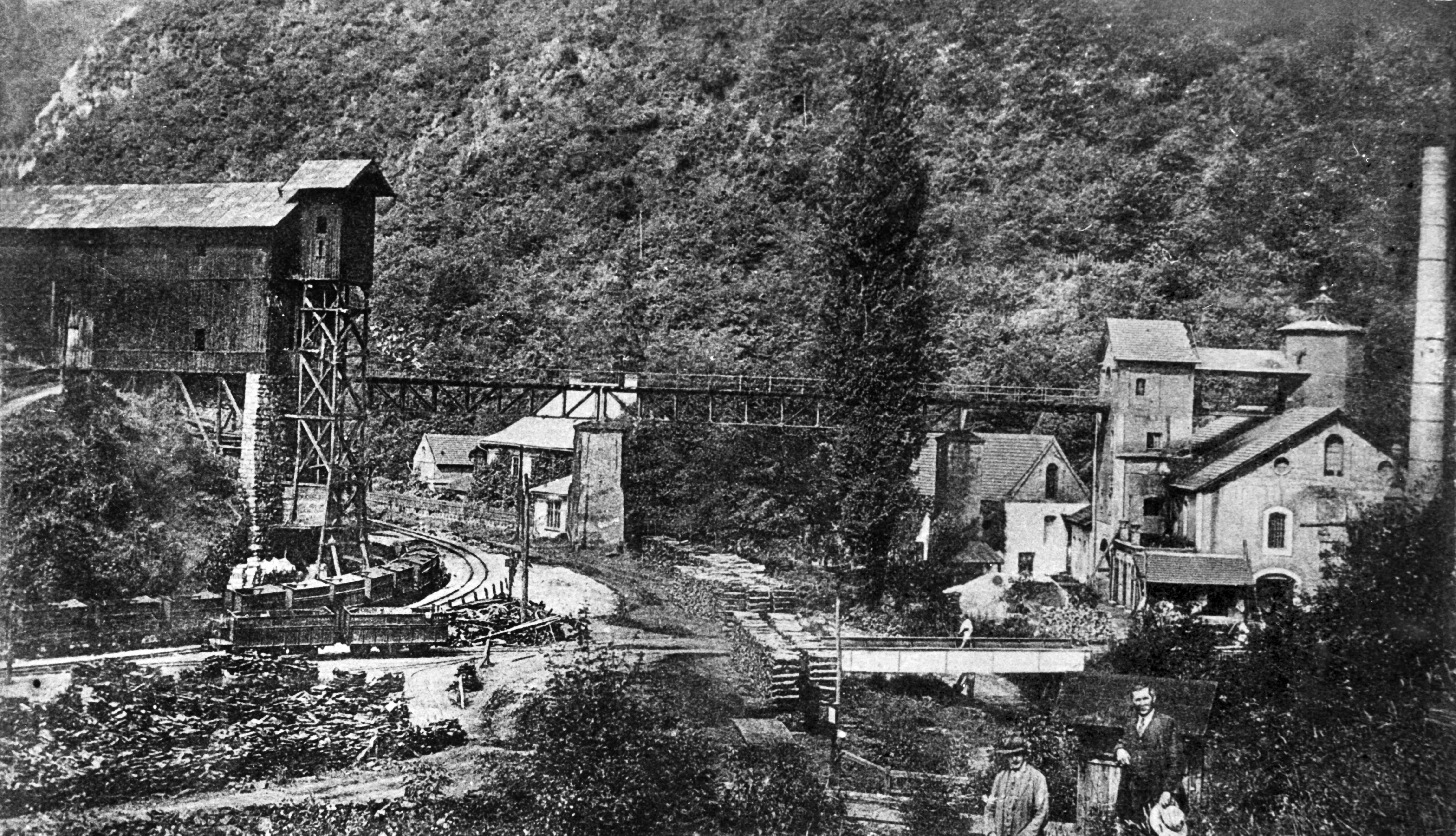
A govasdiai nagyolvasztó oldalnézete

1879-ben az egészen kiégett nagyolvasztót lebontották, és Kosztka Alajos üzemvezető kohótiszt irányításával, a kor igényeinek megfelelően átalakították pilléres kőburkolatú, szabadon álló, vékony falazatú nagyolvasztóvá. A fenékkő magasságát a kohószint fölött 1 méterrel helyezték el, a magassága és egyéb méretei nem változtak ugyan, de a fenékkő felemelése miatt a
torokszintje is följebb került, ez pedig maga után vonta az adagolóhíd felemelését is. A gatyacsöves léghevítő készüléket, amely addig a torkon állott, kígyócsövű Wasseralfingen típusúvá alakították át, amit ezúttal a kohószinten helyeztek el, és 170–200 °C hőmérsékletű fúvószelet szolgáltatott. 1881 elején megszűnt a kolozsvári bányaigazgatóság, és Govasdia a többi kincstári vasgyárakkal együtt a M. K. központi vasműigazgatóság alá került, melynek élén Kerpely Antal kohómérnök, miniszteri tanácsos állt. 1884-ben Gyalár és Govasdia, mint két külön üzemvezetőség, a vajdahunyadi vasgyári hivatal alá került.
1884–1885-ben, a Ganz és társa budapesti cég, a nagyolvasztó teljes termelését megvásárolta volna, ha a nyersvas szilíciumtartalmát 0,9–1,9%, mangántartalmát pedig 1,9–2,5% között tudják tartani. A nyersvas ára igen kedvező lett volna, azonban a kísérletek a vasércek összetétele miatt nem sikerültek, így a kéregöntésre szánt, szürkenyersvas termelése abbamaradt, a Ganzzal pedig a szerződést felbontották.

## Újabb szünet, újabb üzembe helyezés

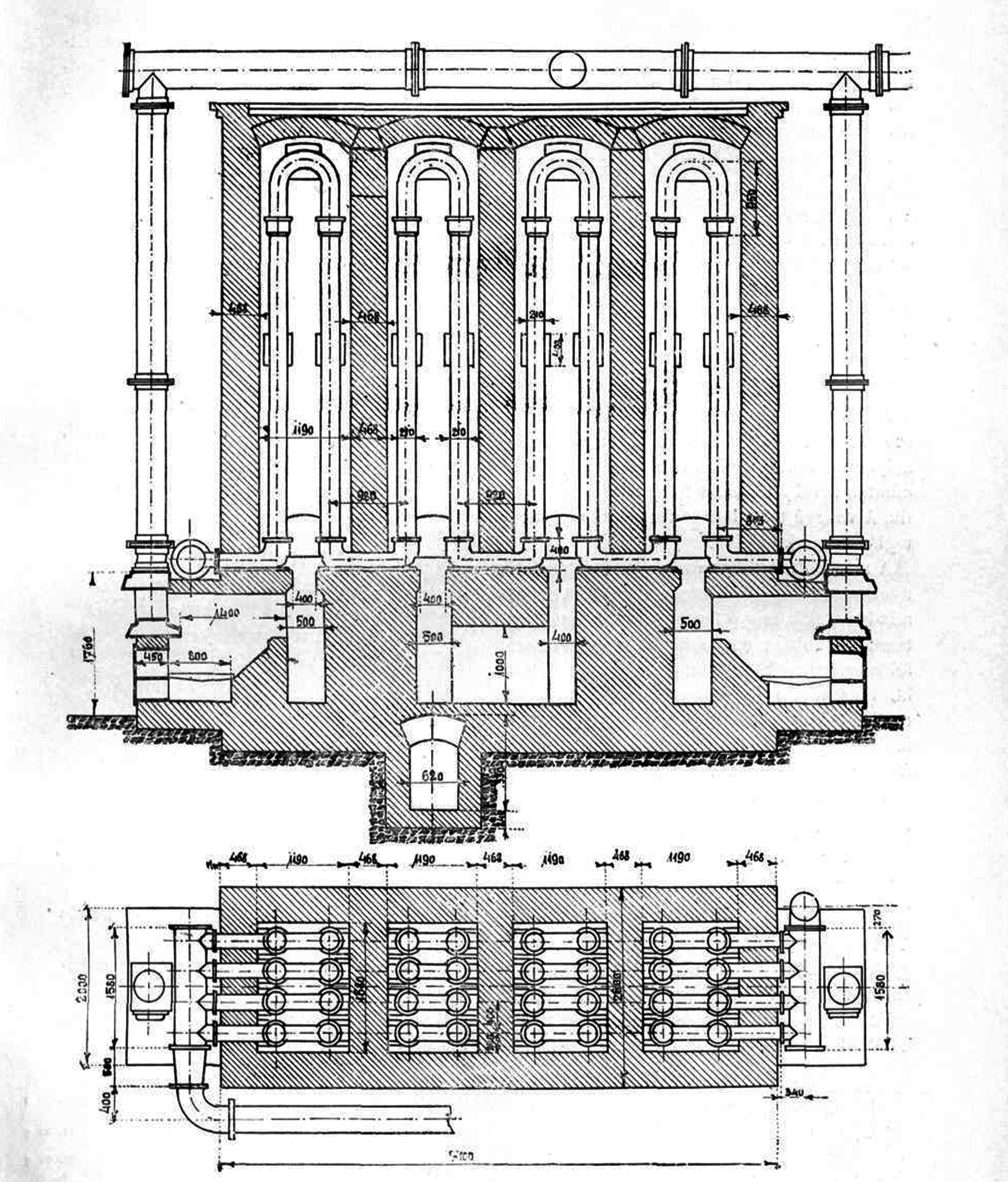
A govasdiai Wasseralfingen-féle léghevítő tervrajza

Az 1880-as évek közepén bekövetkező nagy nyersvaspangás miatt 1886-ban az egész govasdiai vasgyárat bezárták, de a nyersvasüzlet fellendülése után, 1888. július 13-án ismét beindították a termelést. A szünet alatt a másodolvasztót elbontották, a gépműhelyt pedig Vajdahunyadra telepítették át. 1892-ben újra bélelték a nagyolvasztót, s ezután 11 évig volt folyamatos üzemben. 1894-ben új másodolvasztót építettek, és a gépműhely is munkába állt. 1895-ben, 1896-ban és 1897-ben négy pörkölőkemencét építettek a mihálybányai szegényebb vasércek pörkölésére. 1897-ben elkezdődött a fehérnyersvas gyártása, amit a mihálybányai mangánszegény vasércből állítottak elő. 1898–1899-ben elektromos erőátviteli művet építettek 90 000 forintért, 1901-ben pedig a fúvógépet és a gépműhelyt hajtó két vízkerék helyett egy Franeis-féle turbinát állítottak be.
1903 júliusában a nagyolvasztót, karbantartás, újrafalazás céljából ismét leállították, az egyik Wasseralflngen-léghevítőt leszerelték, az addigi faszerkezetű torokhidat is kicserélték. 1904-ben újabb pörkölőkemencét építettek, és a második léghevítőt is üzembe helyeztek. 1905-ben kísérleteket végeztek szürkenyarsvas pátvasércből való előállítására vonatkozóan, és arra jutottak, hogy 25% pörkölt pátvaskő adagolása mellett a gyártott nyersvas sötétszürke, illetve szürke volt.

## Az 1906-os állapot

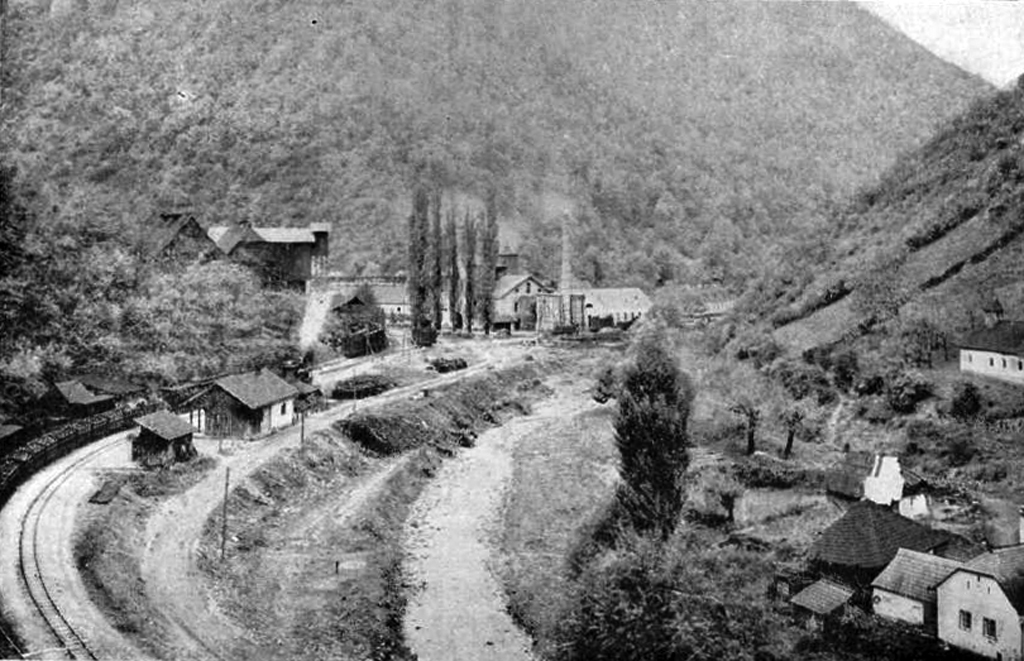
Govasdia látképe

Govasdián 1906-ban nagyolvasztómű, öntőmű, gépműhely és elektromos erőátvitelimű volt, főüzeme a nagyolvasztó. A vasérc részint a gyalári főbányából, részint a Mihálybányáról érkezett. A főbányának a Wagner- és Szukováthy-tárnából származó vasérceit csekély mangántartalmuk és a többi vasércnél nagyobb foszfortartalmuk miatt öntőnyersvasgyártásra használták fel, ezzel szemben a mihálybányai vasércből fehérnyersvasat állítottak elő. Különleges összetételű nyersvas előállításához néha más helyről is vásároltak vasércet.

### Pörkölőkemencék
Minden beérkező vasércet pörköltek, erre öt pörkölőkemence („pörkölöpest”) állt rendelkezésre. Oszlopokon álló, aknás szerkezetűek voltak, tüzelőanyagnak a nagyolvasztóban nem használható apró faszenet és szénport használták. A pörkölési veszteség pátvasércnél 25%, barnavasércnél 10%.

### Mészkő
A salakképzőként használt mészkő általában 7%-át teszi ki a vasércnek. Ez Govasdián kvarc- és kénmentes vasérceknél 1,5%-ra csökkent, nagyobb kvarctartalmú és pirites vasérceknél viszont a 13%-ot is elérte.

### Tüzelőanyag
Tüzelőanyagként kizárólag kemény bükkfaszenet használtak, amely kötélpályán érkezett a tárolóba.

### A torokhíd
A pörkölőkemencék alsó szintje, a salakképző mészkő és szénpajták szintje a nagyolvasztó torokszintjével egy magasságban volt, és az adagoló vagy torokhíddal és az erre fektetett sínpályával voltak kapcsolatban. A torokhíd vasszerkezetű, 59,56 méter hosszú, 3 méter széles volt, három kőpilléren nyugodott, a sínpálya egyvágányú, nyomtávolsága 1060 mm volt.

### A nagyolvasztó

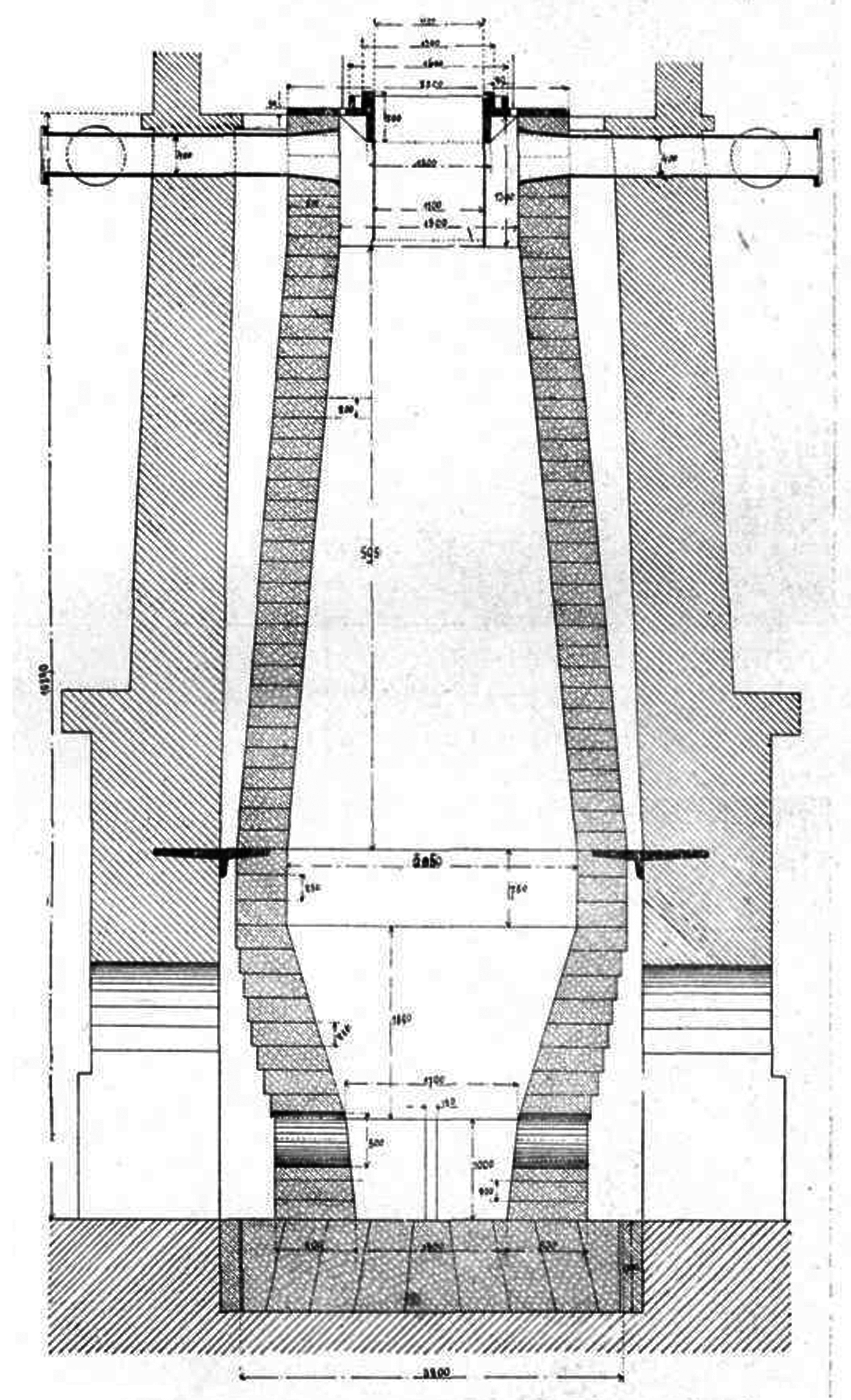
A Govasdiai Magyar Királyi vasgyár nagyolvasztójának bélelési rajza

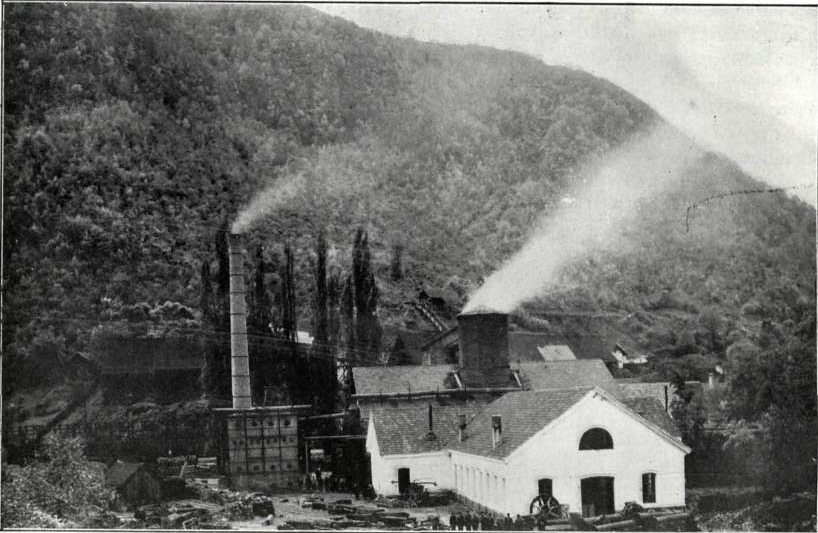
A govasdiai nagyolvasztó és gépműhely

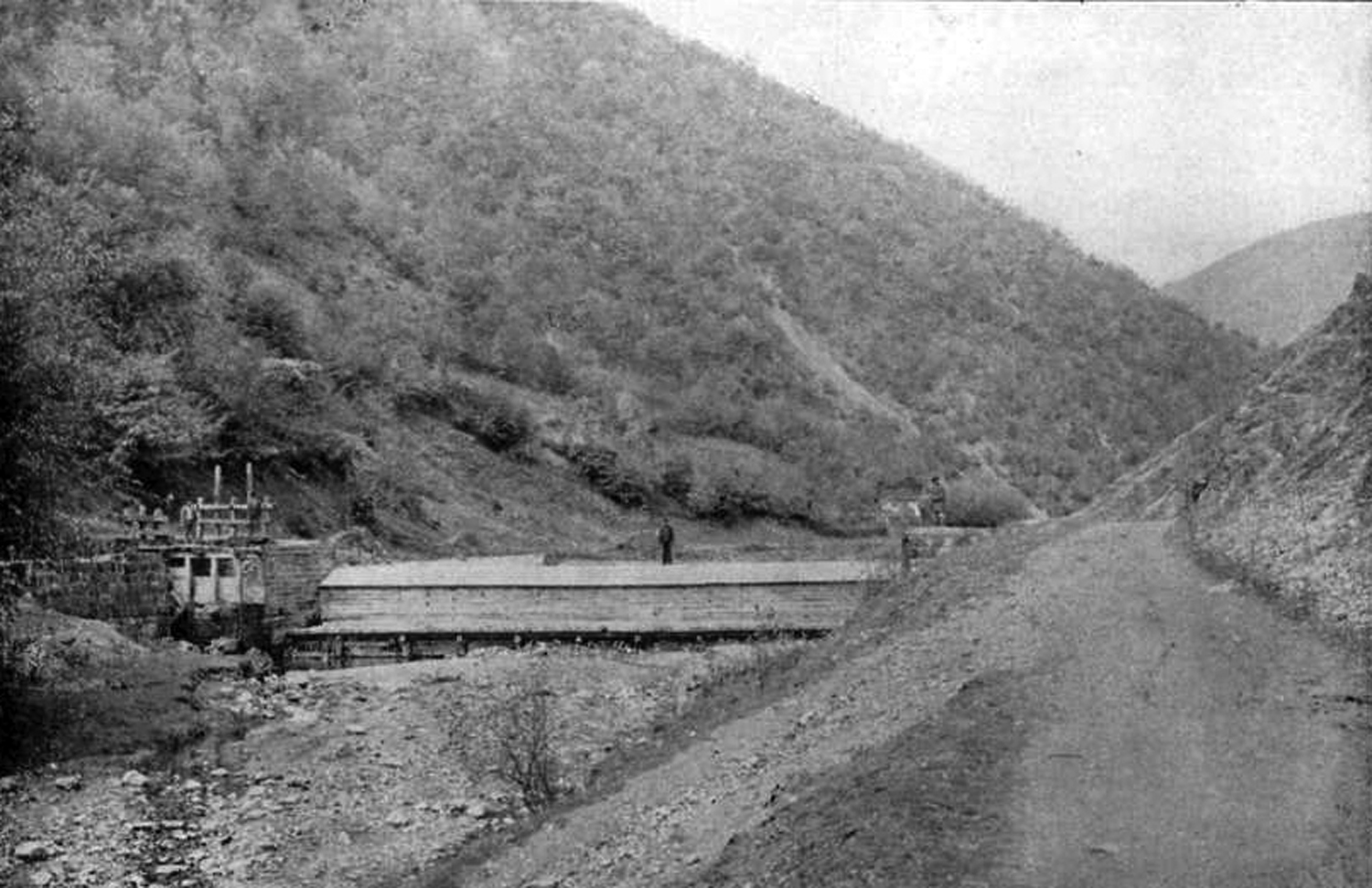
A Runk patak gátja

A govasdiai nagyolvasztó zártmellű, pilléres, kő- és téglaburkolatú, szabadon álló vékony bélfalazatú kohó. A torok közönséges kalpag alakú zárral volt felszerelve, a gázelvezetés két oldal felé történt. A nagyolvasztó adatai:
- Teljes magassága a fenékkőtől a torokig: 10,89 m.
- A medence átmérője a fúvókasok között: 1,645 m.
- A medence magassága: 1 m.
- A nyugvó magassága: 1,89 m.
- A szénpoha magassága: 0,75 m.
- A szénpoha átmérője: 3,5 m.
- A torok átmérője: 1,8 m.
- A fenékkő átmérője: 1,5 m.
- A fenékkő magassága: 0,9 m.
- Köbtartalom (belső térfogat): 43,39 m³.

A nagyolvasztó a Nádrábi és a Runki patakok összefolyásánál fekszik, így kizárólag vízerőre rendezkedett be. A Runki patak 540 liter, a Nádrábi patak 600 liter vizet szolgáltatott másodpercenként. Ezt a vízerőt 50 lóerős, a Ganz és Társa cég által gyártott Francis-turbina értékesítette, percenként 90–130 fordulatszámmal. A turbina hajtotta a bécsi Siegel cég által 1855-ben gyártott fúvógépet, amely 57 köbméter fúvószelet szolgáltatott, 20–65 mm higanyoszlop szélnyomás mellett. A fúvószelet a két Wasseralfingen-léghevítőbe vezették, melyek a fúvószelet 200–300 °C-ra hevítették fel. A léghevítőket a nagyolvasztó torokgáza fűtötte, a meleg levegőt pedig két, vízzel hűtött, foszforbronz anyagú fúvókákon vezették a nagyolvasztóba. A fúvókák átmérője 90–130 mm volt.
Egy alkalommal 580–670 kilogramm vasércet és 12 hektoliter faszenet adagoltak be a nagyolvasztóba. Naponta átlagosan 68 adag járt le, az adag útja a toroktól a fúvósíkig 10–12 óráig tartott. Ami a kihozatalt illeti, 100 kg nyersvasra 217 kg vasérc és 4,4 hl faszén esett, a vaskihozatal pörkölt vasércből 46%, az átlagos napi termelés 200 mázsa nyersvas volt.

### Nyersvas

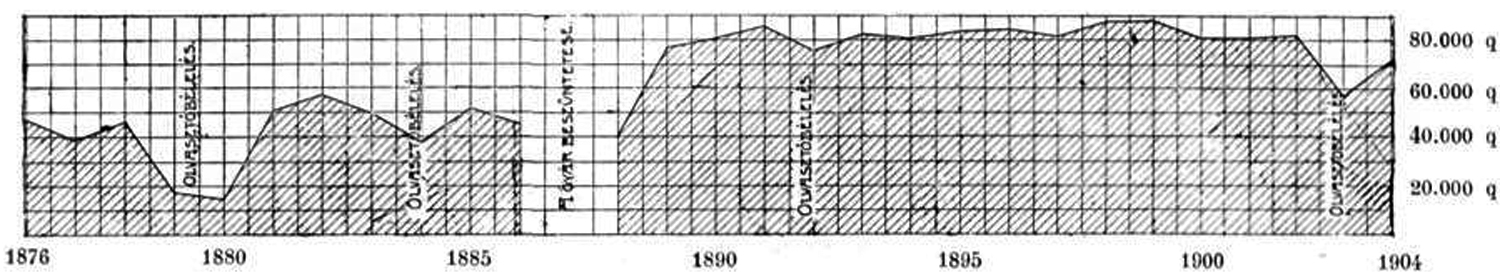
A govasdiai vasgyár nyersvastermelésének diagramja

A napi nyersvastermelés közönséges nyersvasfajtáknál 240–250 mázsa volt. Miután azonban Govasdia főleg különleges nyersvasfajtákat gyártott, a napi termelés 180–220 mázsás volt. 1905-ben a nyersvastermelés 79310 mázsa volt, vagyis naponta 217 mázsa. A főbányai és Wagner-tárói (I), a főbányai és Szukováthy-tárói vasércből (II. és III.) gyártott öntőnyersvas összetétele:
|    | I      | II     | III    |
| -- | ------ | ------ | ------ |
| C  | 3,80%  | 3,86%  | 3,87%  |
| Si | 2,35%  | 1,38%  | 1,79%  |
| Mn | 1,33%  | 0,87%  | 0,79%  |
| S  | 0,025% | 0,029% | 0,030% |
| P  | 0,132% | 0,072% | 0,062% |

### Salak
A salakot erős vízsugárral mosták be a patakba, megtakarítva a fuvarköltségeit és a hányóhelyet. A salak granulálását 1883-ban Schalát József üzemvezető mérnök vezette be, ami egyúttal a salakba jutott nyersvas kinyerését is jelentette, mert az visszamaradt a vízcsatornában, míg a könnyű salakot a patak elsodorta. A salak törésére vízhajtású zúzóművet használtak.

### Öntőmű

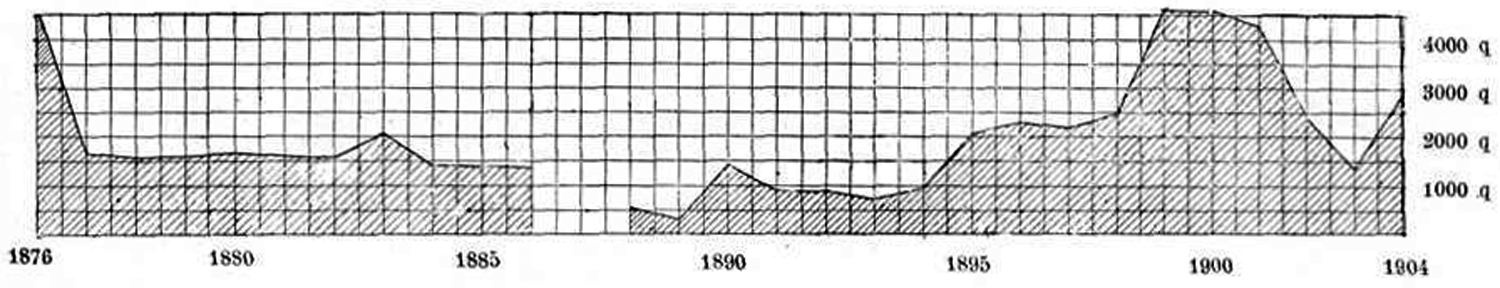
A Govasdiai Magyar Király Vasgyár öntvénytermelése

Ha a termelt nyersvas szürke és öntésre alkalmas volt, akkor az öntés közvetlenül a nagyolvasztóból történt, egyébként egy másodolvasztó szolgált az öntvények előállítására. A másodolvasztó főbb adatai:
- Egész magassága: 4 m.
- A vasgyűjtő átmérője: 65 cm.
- Az akna átmérője: 45 cm.
- A vasgyűjtő magassága: 1,1 m.
- Az akna magassága: 2,9 m.
- A fúvókák száma: 4.
- A fúvókák átmérője: 60 mm.
- A fúvókák középvonalának magassága a másodolvasztó alapja fölött: 62 cm.

A fúvószelet a nagyolvasztó hengerfúvója szolgáltatta, a fúvószelet nem hevítették. A vasgyűjtő medence és az akna tűzálló téglával volt bélelve. A másodolvasztóban évenként 200 tonna nyersvasat olvasztották át, tüzelőanyagul kizárólag kokszot alkalmaztak. Az évi öntvénytermelésnek körülbelül a fele a másodolvasztóból, fele pedig közvetlenül a nagyolvasztóból történt, 1905-ben 1662 mázsa volt a termelés.
A kúpolókemencét szükség szerint volt üzemben. Az öntőmű saját szükségletre, illetőleg a gyalári bánya és kötélpálya részére, valamint a társgyárak számára készített öntvényeket, néha az erdélyi bányavasútnak is. Az öntőműhöz tartozott egy kis mintaasztalos-műhely is.

### Gépműhely
A gépműhely üzeme folytonos volt ugyan, de csak a nappali műszakban dolgoztak. Hajtását a nagyolvasztó fúvógépével együtt a Francis-turbina végezte. Termelése változó, 1905-ben 170 mázsa volt, a gyalári vaskőbányászatot és a kötélpályát látta el gépalkatrészekkel, és javítóműhely funkciót is ellátott.

### Áramfejlesztő telep

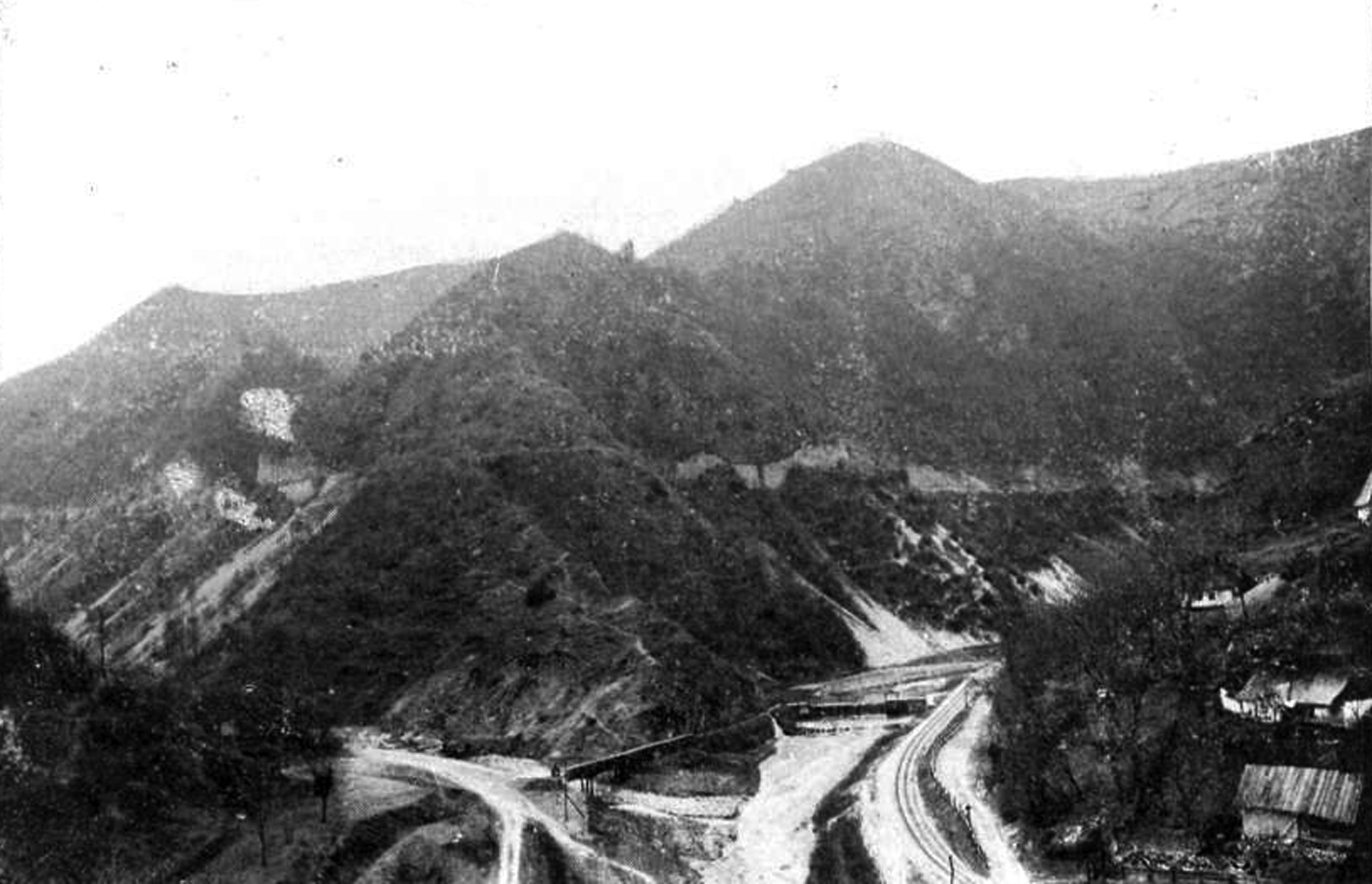
A Nádrábi és Retyisórai vízgát, a két hasonló nevű völgy torkolatában

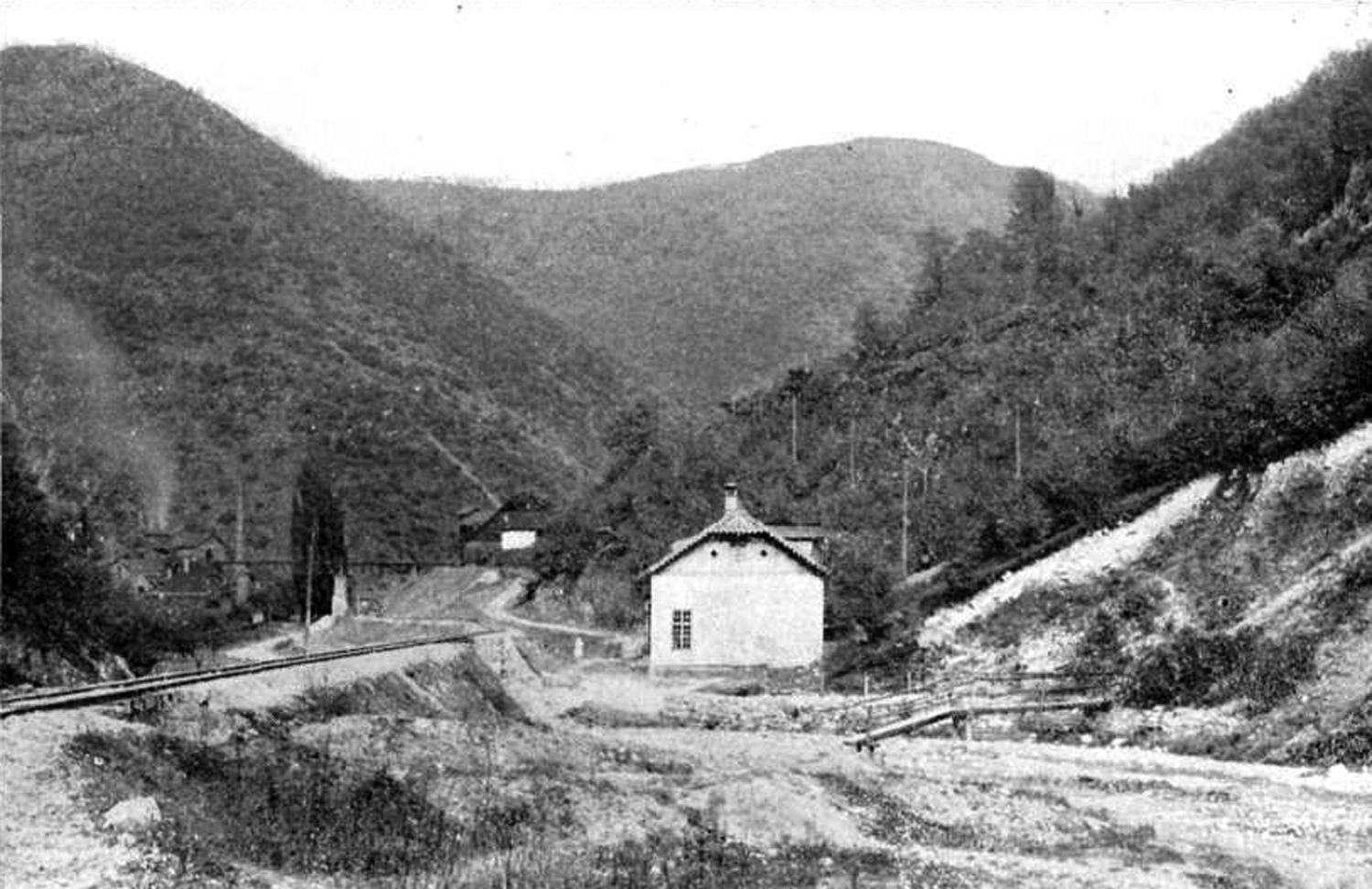
A govasdiai villanytelep

Az áramfejlesztő telep a nádrábi völgyben volt, és a Nádrábi és a beleömlő Retyisórai patakok vízerejét hasznosította. A Nádrábi patak a nádrábi vízgátnál másodpercenként 630 liter, a Retyisórai patak pedig 150 liter vizet szolgáltatott. A vízturbina a Ganz és Társa budapesti gépgyárában készült, átmérője 90 cm, szélessége 14 cm, fordulatszáma 315 1/perc volt. A turbina szintén Ganz gyártmányú, 150 kilowattos háromfázisú forgóáramú generátort hajtott meg, amely 315-ös fordulatszámon 3200 voltos és 27 amperes áramot szolgáltatott. A generátor Govasdián csupán a világítást látta el, a többit a gyalári villamos művekbe vezették.

## A govasdiai vasgyár árai és bevételei
Govasdián a nyersvas külső felek részére való „elárúsítása” csak az Arad–Alvinc vasútvonal megnyitása után vált lehetővé, vasöntvényt, gépalkatrészt is csak a kincstári bányászat rendelt, de a kovácsolt vas kapós és kelendő volt külső megrendelők között is. A kovácsolt termékek árairól 1782-ből származik az első adat, ekkor 7 forint 30 krajcár volt volt a mázsánkénti ára, a kötegelt sín mázsája 7 forint 10 krajcár volt. A kovácsolt vas ára 1815-ben már 25 forint volt. Az eladási árakról 1834-től vannak részletes számok. Példaként négy kiválasztott év adatai:
|                       | 1834                  | 1838                | 1842                                    | 1858                         |
| --------------------- | --------------------- | ------------------- | --------------------------------------- | ---------------------------- |
| Nyersvas              | 2 forint 30 krajcár   | 2 forint 50 krajcár | nincs adat                              | 2 forint 30 krajcár          |
| Vasöntvény            | 3 forint              | 4 forint            | 4 forint 30 krajcár–6 forint            | 6 forint 10 krajcár–8 forint |
| I. kovácsvas          | 7 forint 30 krajcár   | 8 forint 50 krajcár | 8 forint 50 krajcár–9 forint 10 krajcár | átlag 10 forint              |
| Acél és II. kovácsvas | 8 forint 10 krajcár   | 8 forint 50 krajcár | 9 forint 20 krajcár                     | átlag 10 forint              |
| III. kovácsvas        | 8 forint 57,2 krajcár | 9 forint 30 krajcár | 10 forint                               | átlag 10 forint              |

Gyakorlat volt, hogy 500 forinton felüli vásárlásoknál 1% árengedményt adtak. Az 1871-ben ismert eladási árak: a nyesvasat 2 forint 80 krajcár–3 forint 50 krajcárért, a vasöntvényeket 5–10 forintért, a vertvasat 12–20 forintért, a szervasat 18–32 forintért, az acélt pedig 12 forint 50 krajcár-30 forintért adták, míg 100 darab kapa ára 30 forint volt.
1882-től 1893. június végéig 100 kilogramm nyersvas átlagos önköltsége 2 forint 73,21 krajcár, eladási ára pedig 3 forint 55 krajcár volt.
Jövedelmezőség tekintetében Govasdia általában jól állt, még amikor kisebb volt a termelése, akkor is többnyire pozitív mérleggel zártak, mérleghiány csak ritkán volt. A Kincstár 1798-ban például 63 349 forint 55 krajcár tiszta nyereségről számolt be. 1802-ben csak a 20 503 mázsás kovácsvastermelés 78 335 forint 45 1/4 krajcár tiszta haszont eredményezett. A csúcsnyereség 154 697 forint, 1873-ban, 1881-től 1884-ig azonban hiánnyal zártak, különösen az utolsó két évben. Ennek oka a vajdahunyadi vasgyár építése volt, és 1885-től a govasdiai eredmények a vajdahunyadiakba olvadtak be. Néhány kiválasztott év adatai (a már említettek nélkül):
| 1852                     | 1865                    | 1869                    | 1874          |
| ------------------------ | ----------------------- | ----------------------- | ------------- |
| 26 505 forint 53 krajcár | 1 051 forint 59 krajcár | 64 559 forint 9 krajcár | 37 847 forint |

## A nagyolvasztó utolsó üzemeltetése

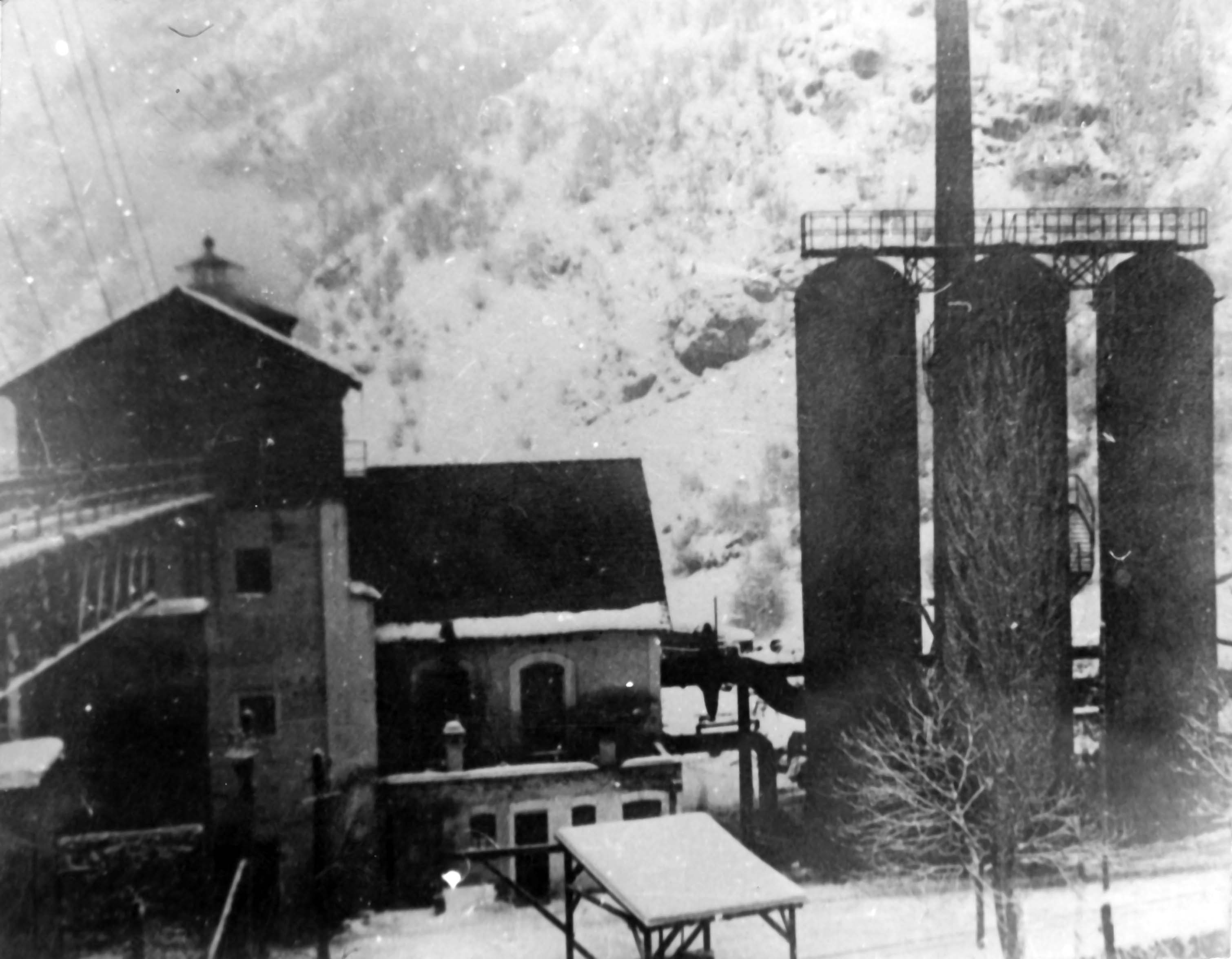
A govasdiai nagyolvasztó Cowper-léghevítőkkel, 1916 után

1906-tól Govasdia a vajdahunyadi vasgyár birtokába került. 1914 és 1916 között, a Waseralfingen léghevítő berendezést kicserélték Cowper tipusra. 1919-ben a vajdahunyadi vasgyárat átvette Románia, a govasdiai nagyolvasztó pedig még 1924-ig működött, amikor végleg leállították.

## A leállítás utáni időszak, a mai állapot
Az 1940–1950-es években lebontották az adagolóhidat, a szénpajtákat, a léghevítőket és a kéményt, a műhely épülete összedőlt, a nagyolvasztó épületének a tetejéről a cserepet leszedték és eladták. Az 1960-as években a két megmaradt épületben nyári tábort rendeztek be iskolások számára. Ugyanabban az időszakban a nagyolvasztó épületét eternitlapokkal fedték be, és kisebb javításokat elvégeztek. Ezt követően legközelebb 1994 nyarán folyt munka a telepen, a nagyolvasztón hajtottak végre kisebb felújítási munkálatokat.
2000 márciusában a nagyolvasztót védett ipari műemléknek nyilvánították. 2007-ben a nagyolvasztó pénzügyi problémák miatt a vajdahunyadi kombinát tulajdonából a Gyalár községhez került, és a telepet megnyitották a látogatók számára. Az épület jelenlegi állapota viszonylag jó, bár a vakolat egyes helyeken levált, a tető pedig több helyen hibás.

## Galéria

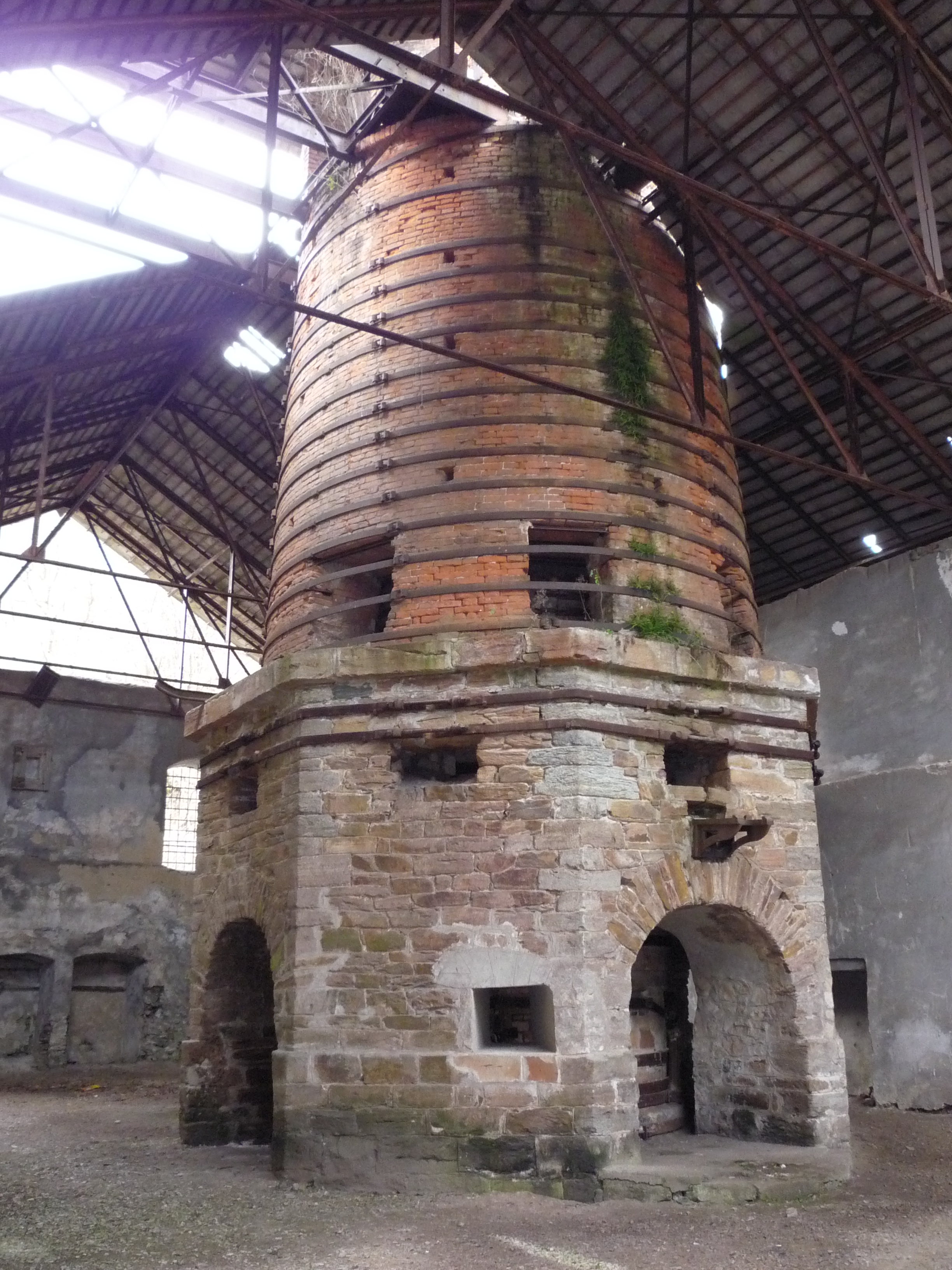
A govasdiai nagyolvasztó 2008 decemberében
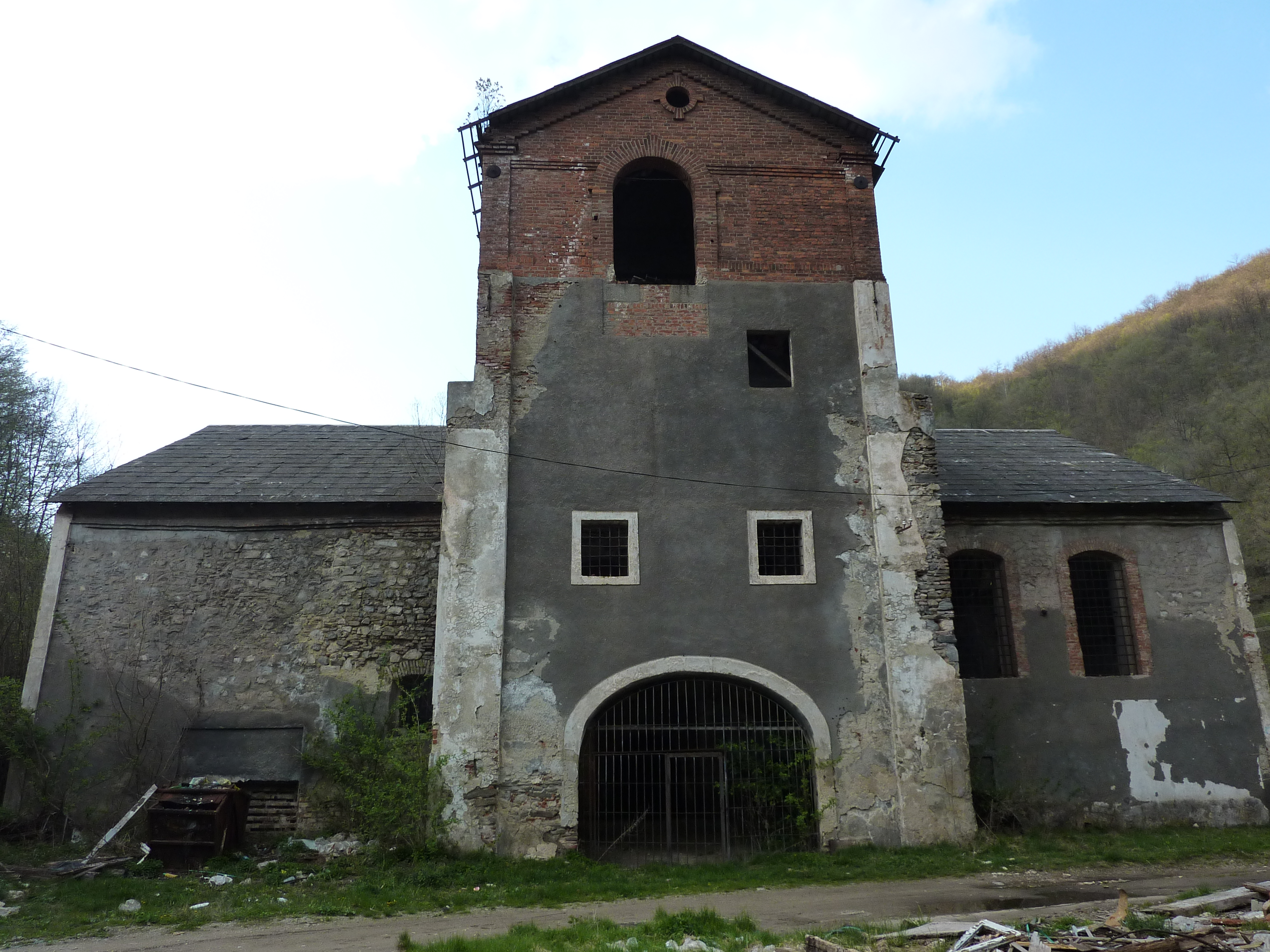
A nagyolvasztó épülete 2010 áprilisában
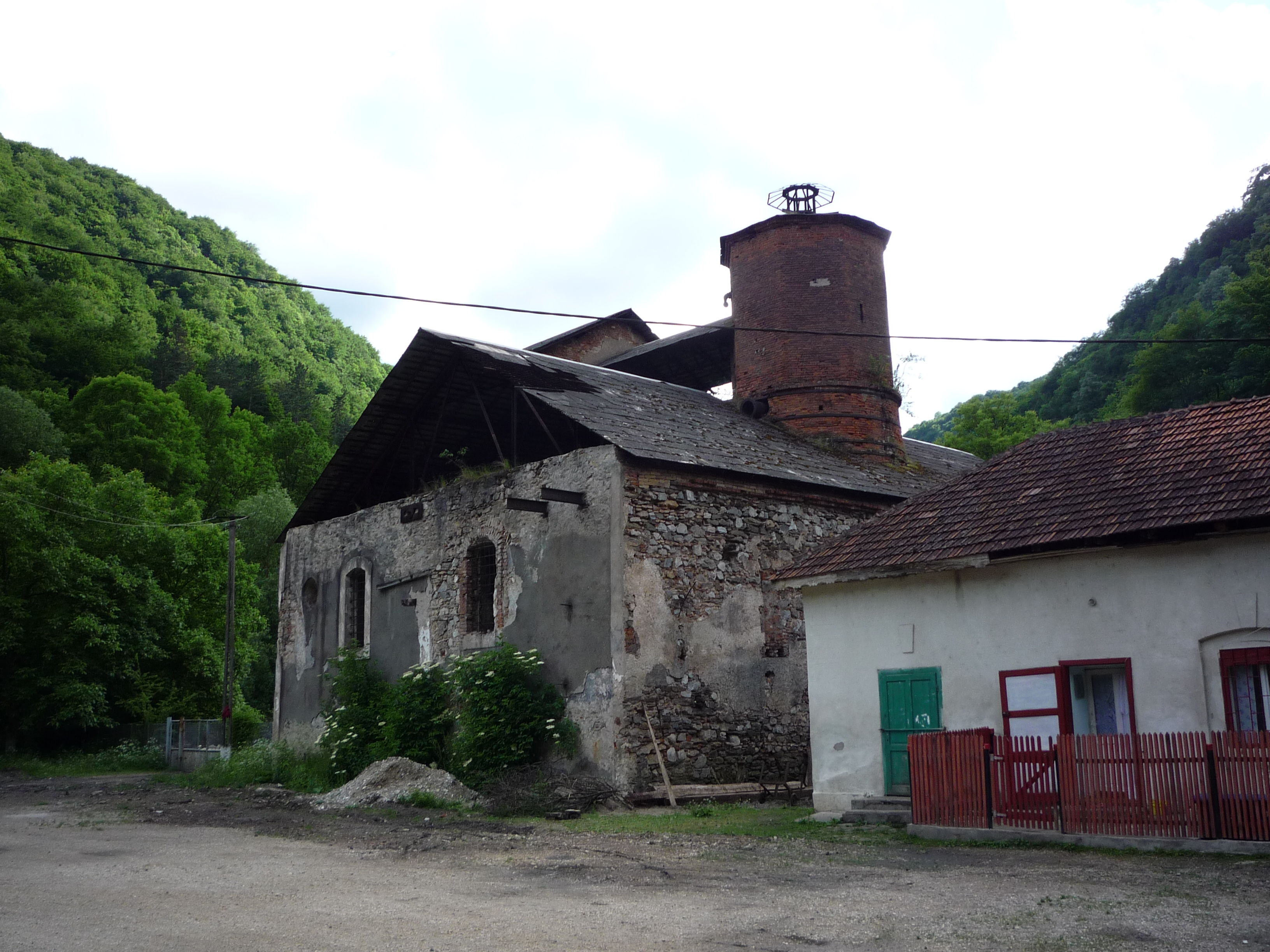
Az épület hátsó része
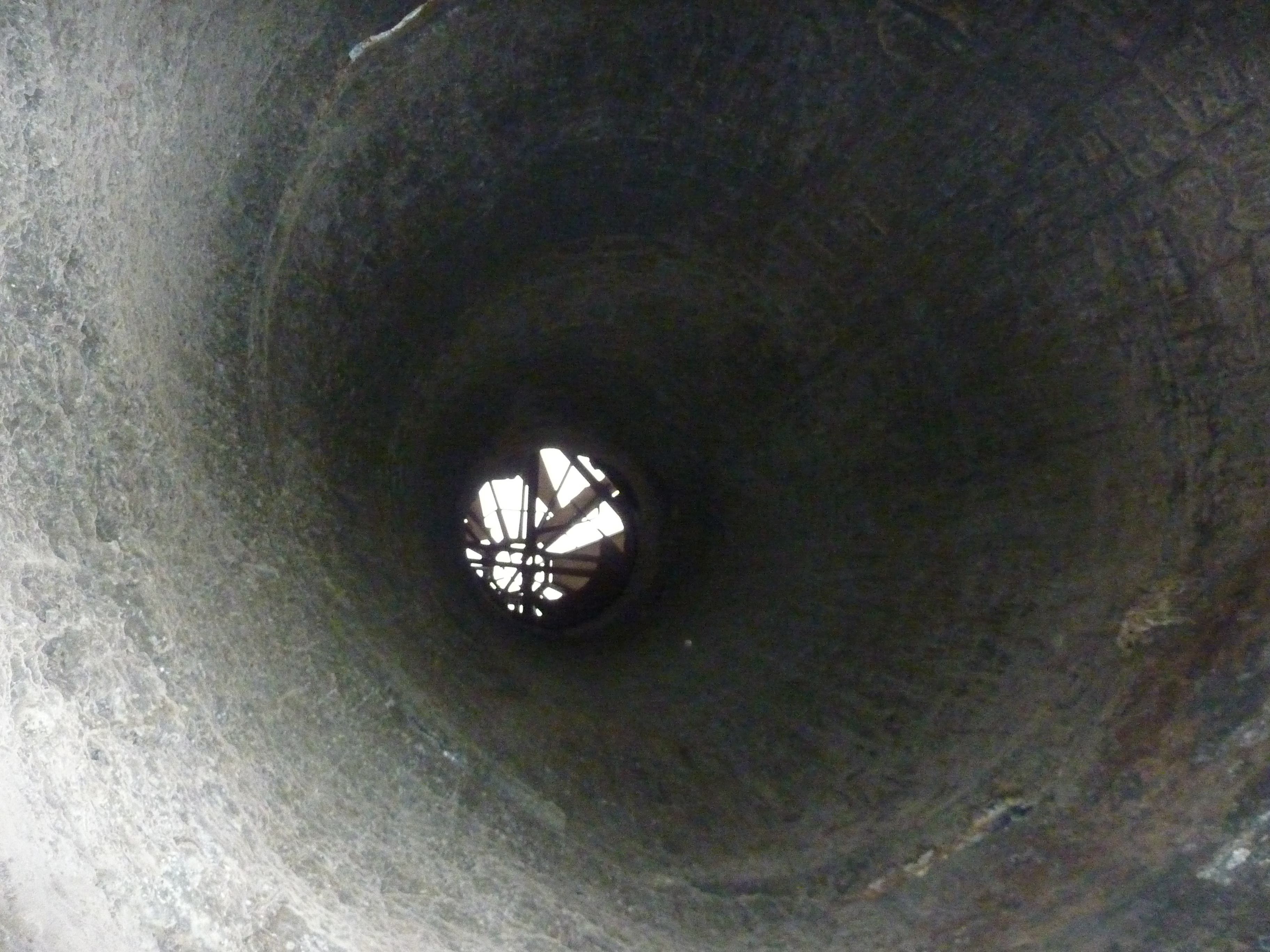
A nagyolvasztó belseje
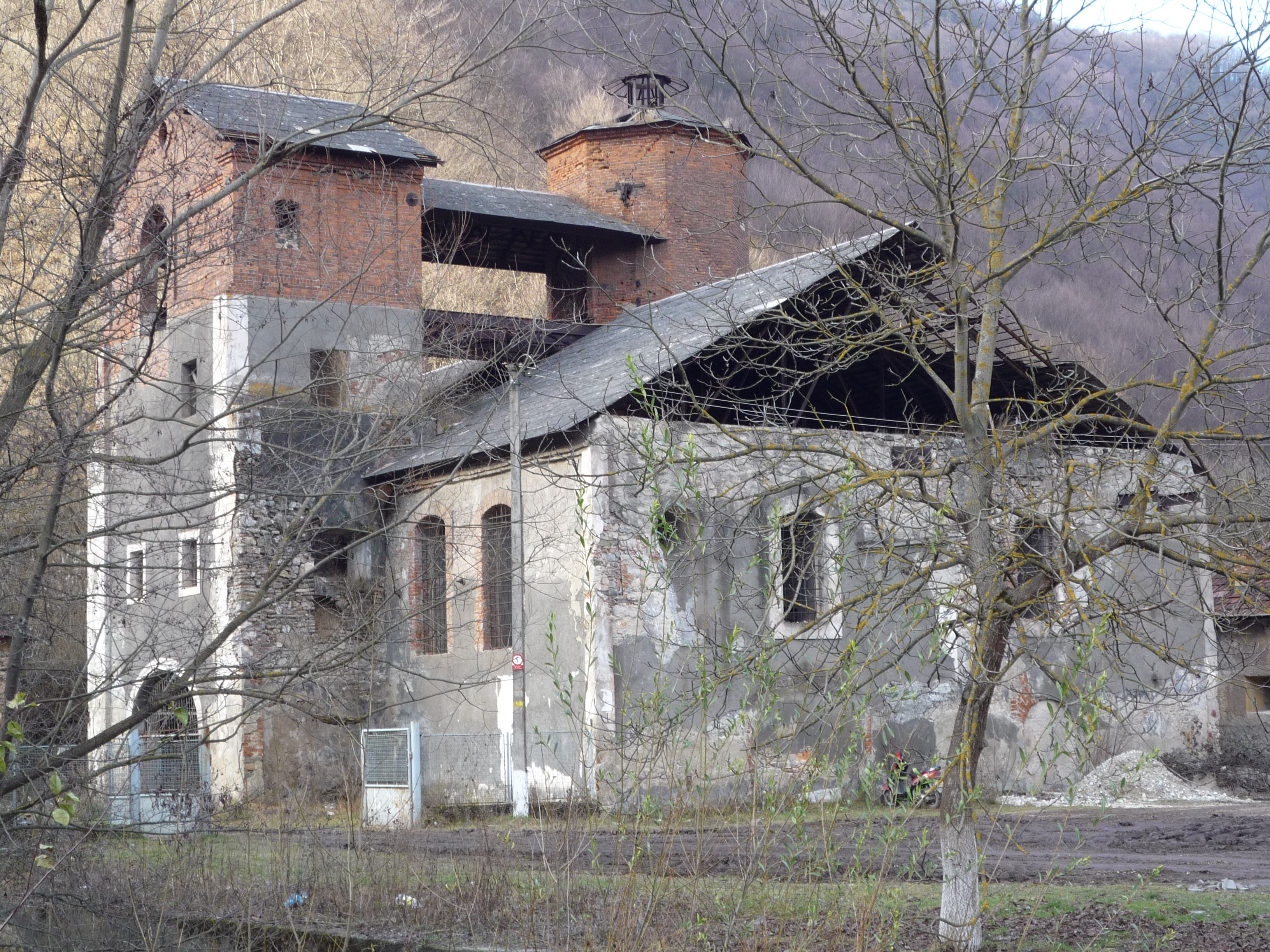
Oldalnézet
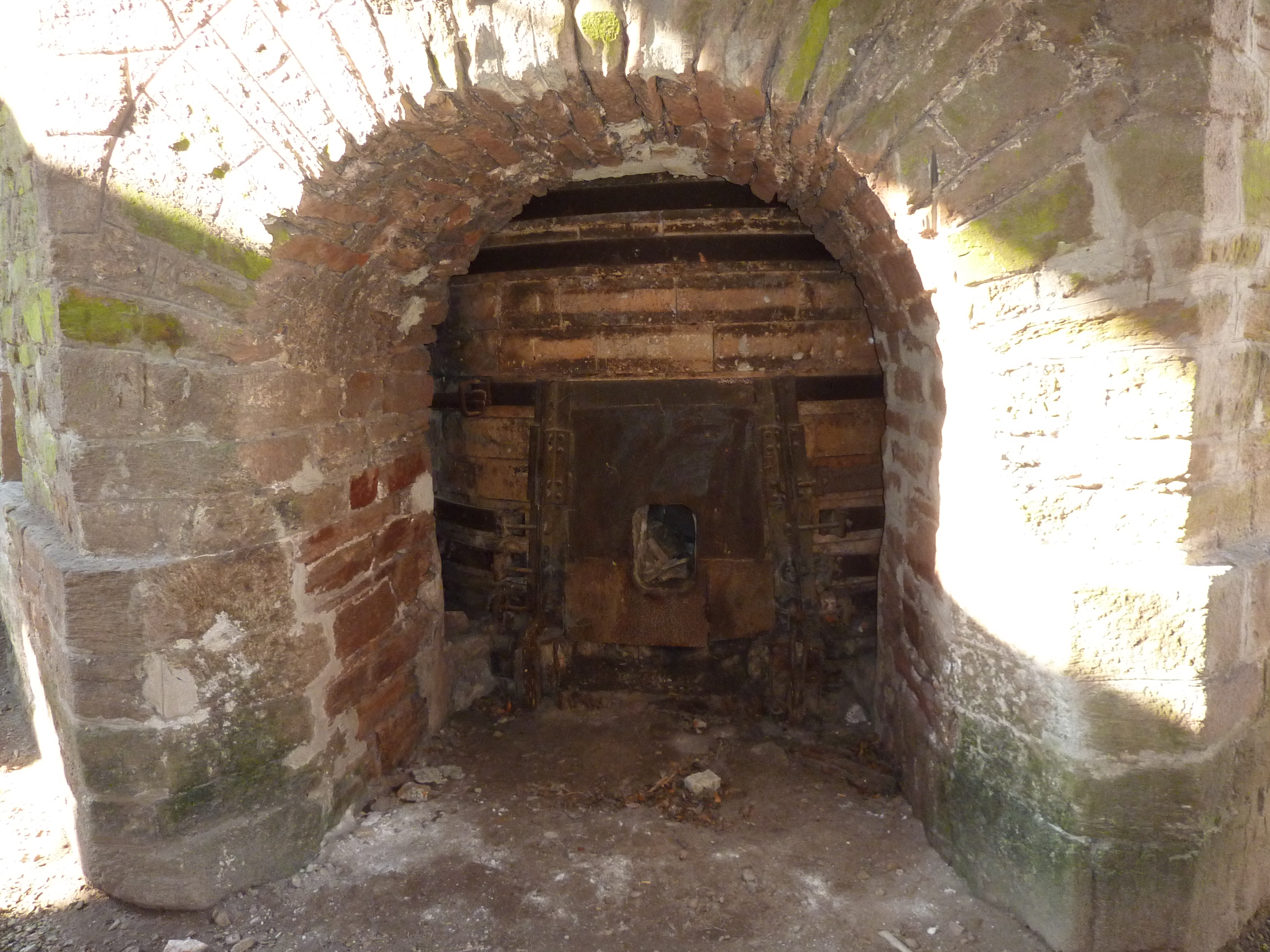
A nagyolvasztó csapolónyílása